# Jargeau
Jargeau est une commune française de la région naturelle du Val de Loire. Elle est située dans l'arrondissement d'Orléans, le département du Loiret en région Centre-Val de Loire, dans le canton de Châteauneuf-sur-Loire, sur la rive gauche de la Loire, en face de la commune de Saint-Denis-de-l'Hôtel.
Jargeau, ville johannique célèbre autrefois par son port sur la Loire, est renommée pour son église, son andouille et son carnaval.
La commune est située dans le périmètre du Val de Loire inscrit au patrimoine mondial de l'UNESCO.

## Géographie

Représentations cartographiques de la commune
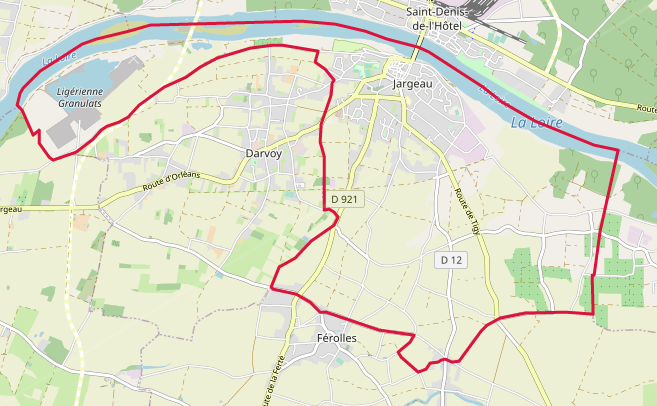
Carte OpenStreetMap
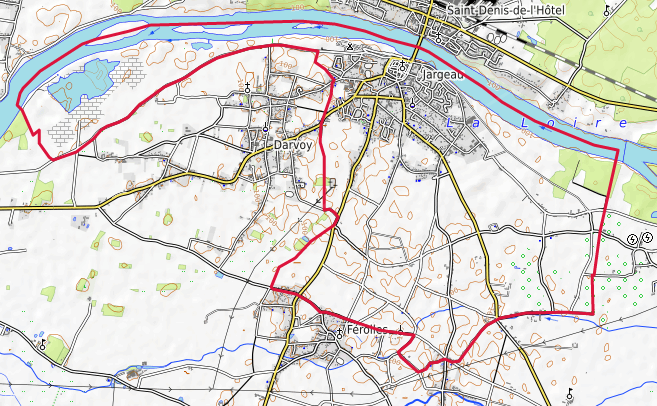
Carte topographique.

### Localisation

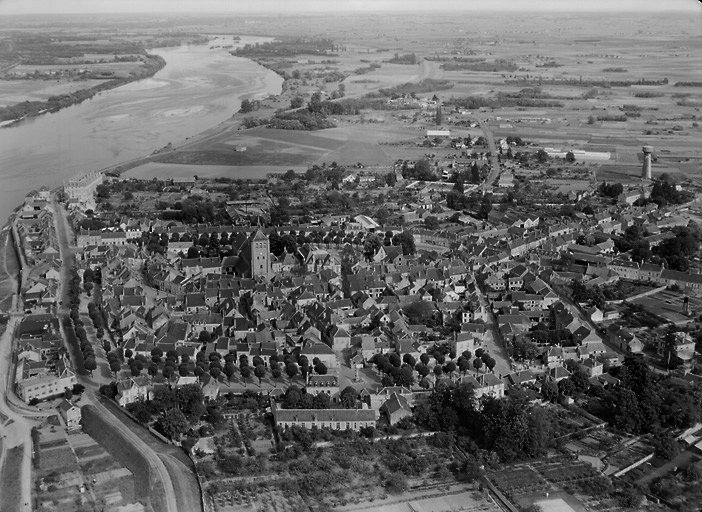
Jargeau, vue aérienne, 1953.

La commune se situe dans la région naturelle du val de Loire, l'ancienne province de l'Orléanais et l'aire urbaine d'Orléans. Elle possède un relief plat d'une altitude voisine de 100 m, l'altitude maximale étant de 108 m (sur la place de l'église) et la minimale de 97 m. Son territoire est inclus dans la partie sud du bassin parisien et en possède donc les caractéristiques géologiques.
La Loire coule en lisière nord de la commune, le débit du fleuve y est essentiellement souterrain, ce qui peut provoquer des effondrements circulaires du lit appelés les bîmes, rendant les bancs de sable instables. Comme toutes les villes localisées sur le cours de la Loire et au sud du bassin parisien, Jargeau se situe en Loire moyenne.
La Marmagne, une résurgence de la Loire et un affluent du Dhuy, emprunte le sud-est du territoire de la commune.

### Communes limitrophes
Les communes limitrophes sont Darvoy, Bou, Mardié, Sandillon, Saint-Denis-de-l'Hôtel, Férolles et Ouvrouer-les-Champs.
| Saint-Denis-de-l'Hôtel 0,8 km ; Darvoy 2 km ; Férolles 4 km ; Donnery 6 km ; Mardié 6,5 km ; Ouvrouer-les-champs 6,5 km ; Fay-aux-Loges 7 km ; Sandillon 7,5 km ; Bou 8 km ; Vienne-en-Val 8 km ; Châteauneuf-sur-Loire 8,5 km ; Chécy 9 km ; Sigloy 9,5 km ; Tigy 11 km ; Germigny-des-Prés 12 km ; Saint-Martin-d'Abbat 12 km ; Saint-Cyr-en-Val 13 km ; Neuvy-en-Sullias 14 km ; Sully-la-Chapelle 14 km ; Guilly 16 km ; Ingrannes 17 km ; Saint-Benoît-sur-Loire 18 km ; Vitry-aux-Loges 18 km ; Olivet 19 km ; Vannes-sur-Cosson 20 km; Bouzy-la-Forêt 21 km ; Seichebrières 21 km ; La Ferté-Saint-Aubin 24 km ; Sully-sur-Loire 24 km ; Sury-aux-Bois 24 km |

La commune est incluse dans l'unité urbaine de Jargeau définie par l'INSEE. Celle-ci couvre les communes de Jargeau, Darvoy et Saint-Denis-de-l'Hôtel. En 2007, l'unité urbaine compte 8 958 habitants, 184 hab./km2 et 3 982 logements.
Jargeau se situe sur la route départementale 951. La voie rapide, route départementale 2060 ou tangentielle d'Orléans, passe à 3 km au nord de Jargeau. La route départementale 951 permet également de rejoindre Orléans, via Darvoy, Sandillon et Saint-Jean-le-Blanc.
Les grandes villes voisines de Jargeau sont Orléans (19 km), Pithiviers (37 km), Gien (46 km), Montargis (53 km), Blois (76 km), Bourges (97 km), Paris (119 km) et Tours (133 km). Sept communes sont limitrophes de Jargeau, il s'agit de Bou, Mardié et Saint-Denis-de-l'Hôtel, toutes trois séparées de Jargeau par la Loire, de Darvoy, Sandillon, Férolles et Ouvrouer-les-Champs.

### Géologie et relief

Carte géologique de la commune de Jargeau.
Fz : Alluvions récentes des lits mineurs (Holocène)
Fy : Alluvions récentes des levées et montilles de la Loire (Holocène)

La commune est entièrement dans le lit majeur de la Loire, constitué d'une plaine alluviale comprise entre la Loire au Nord et le plateau solognot au sud. Les alluvions de cette plaine (Fy et Fz) sont récentes, datant de l'Holocène. Les sables de la Loire sont essentiellement constitués par des minéraux provenant de la désagrégation des roches granitiques et métamorphiques du Massif central auxquels s'ajoutent principalement, sous forme de graviers et galets, des éléments locaux provenant de l'érosion de roches sédimentaires. Les limites du plateau solognot sont constituées par des alluvions plus anciennes : des alluvions de haute terrasse (Fvb) datant du Pléistocène (Minden) et des alluvions de haute et basse terrasse de la Loire (Fw et Fx), comprises entre 10 et 30 m et datant du Pléistocène.
Avec l'abandon des extractions de sables dans le lit mineur des cours d'eau dans les années 1990, les lits majeurs ont fait - et font encore l’objet d’une intense exploitation. La réduction des extractions dans les lits majeurs est un objectif national, ce principe étant inscrit depuis 1995 dans la circulaire qui précise les modalités d’élaboration des schémas de gestion des eaux. En région Centre-Val de Loire concernée en particulier par les extractions dans le lit majeur de la Loire, dans la continuité du protocole de « bonnes pratiques » mis en place par la Profession et les services de l'Etat en 1999, le SDAGE Loire-Bretagne 2010-2015 fixe un objectif de réduction progressive des extractions en lit majeur de 4 % par an. Cet objectif est reconduit dans le SDAGE 2016-2021. Plusieurs entreprises d'extraction de matériaux sont en activité dans la commune.
Le territoire communal est relativement plat puisque la dénivelée maximale est de 11 mètres. L'altitude du territoire varie en effet de 97 mètres à 108 mètres,.

### Climat
Pour des articles plus généraux, voir Climat du Centre-Val de Loire et Climat du Loiret.
En 2010, le climat de la commune est de type climat océanique dégradé des plaines du Centre et du Nord, selon une étude du CNRS s'appuyant sur une série de données couvrant la période 1971-2000. En 2020, Météo-France publie une typologie des climats de la France métropolitaine dans laquelle la commune est exposée à un climat océanique altéré et est dans la région climatique Moyenne vallée de la Loire, caractérisée par une bonne insolation (1 850 h/an) et un été peu pluvieux.
Pour la période 1971-2000, la température annuelle moyenne est de 10,8 °C, avec une amplitude thermique annuelle de 15,4 °C. Le cumul annuel moyen de précipitations est de 682 mm, avec 10,8 jours de précipitations en janvier et 7,4 jours en juillet. Pour la période 1991-2020, la température moyenne annuelle observée sur la station météorologique de Météo-France la plus proche, sur la commune de Saint-Benoît-sur-Loire à 15 km à vol d'oiseau, est de 12,0 °C et le cumul annuel moyen de précipitations est de 687,0 mm,. Pour l'avenir, les paramètres climatiques de la commune estimés pour 2050 selon différents scénarios d'émission de gaz à effet de serre sont consultables sur un site dédié publié par Météo-France en novembre 2022.

## Urbanisme

### Typologie
Au 1er janvier 2024, Jargeau est catégorisée petite ville, selon la nouvelle grille communale de densité à sept niveaux définie par l'Insee en 2022.
Elle appartient à l'unité urbaine de Jargeau, une agglomération intra-départementale regroupant trois  communes, dont elle est ville-centre,,. Par ailleurs la commune fait partie de l'aire d'attraction d'Orléans, dont elle est une commune de la couronne,. Cette aire, qui regroupe 136 communes, est catégorisée dans les aires de 200 000 à moins de 700 000 habitants,.

### Occupation des sols
L'occupation des sols de la commune, telle qu'elle ressort de la base de données européenne d’occupation biophysique des sols Corine Land Cover (CLC), est marquée par l'importance des territoires agricoles (63,6 % en 2018), en diminution par rapport à 1990 (70 %). La répartition détaillée en 2018 est la suivante : 
terres arables (51,4 %), zones urbanisées (16,2 %), eaux continentales (11,2 %), zones agricoles hétérogènes (10,3 %), mines, décharges et chantiers (5,6 %), forêts (2,4 %), cultures permanentes (1,9 %), milieux à végétation arbustive et/ou herbacée (1,1 %).
L'évolution de l’occupation des sols de la commune et de ses infrastructures peut être observée sur les différentes représentations cartographiques du territoire : la carte de Cassini (XVIIIe siècle), la carte d'état-major (1820-1866) et les cartes ou photos aériennes de l'IGN pour la période actuelle (1950 à aujourd'hui).

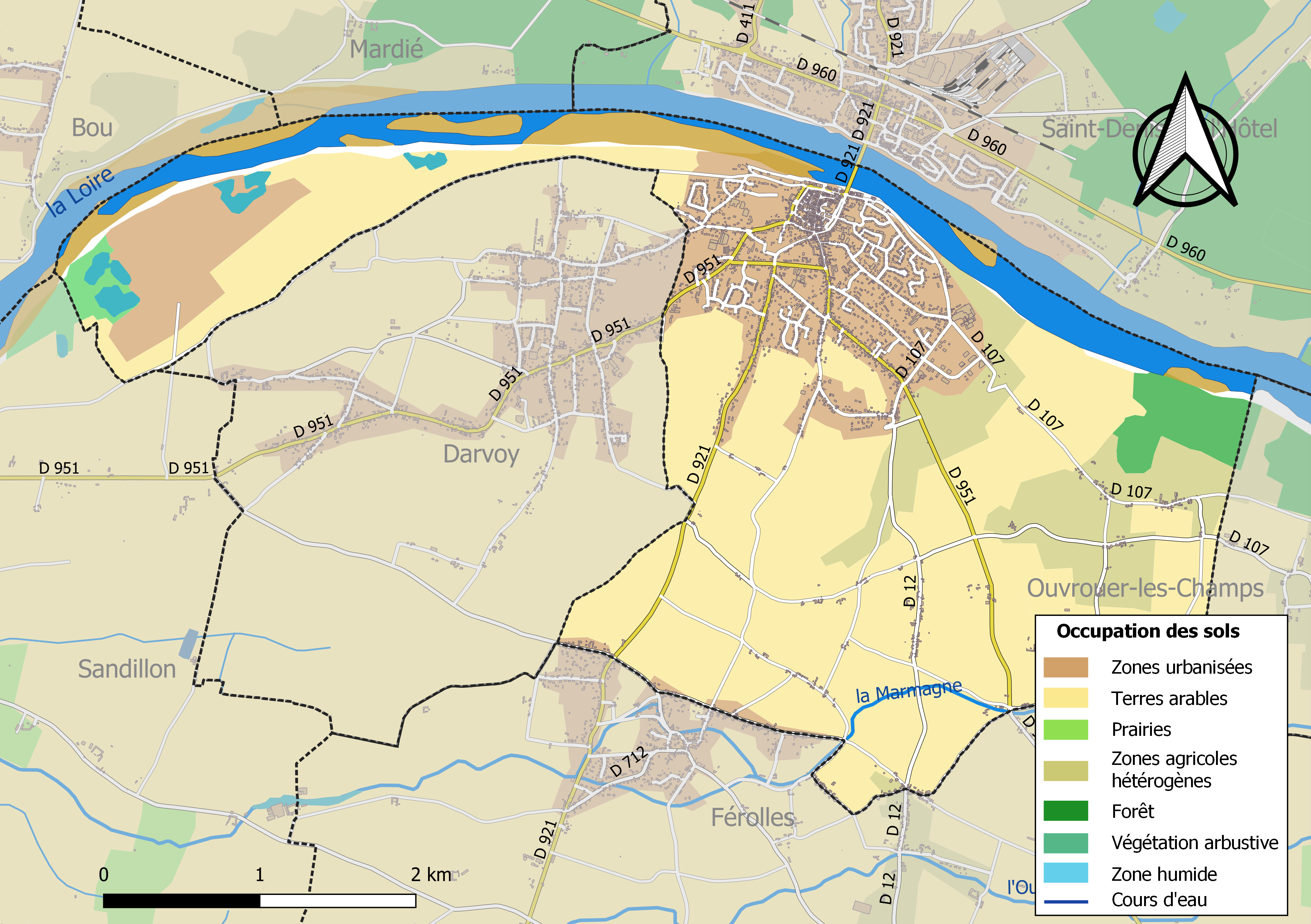
Carte des infrastructures et de l'occupation des sols de la commune en 2018 (CLC).
Carte orthophotographique de la commune en 2016.

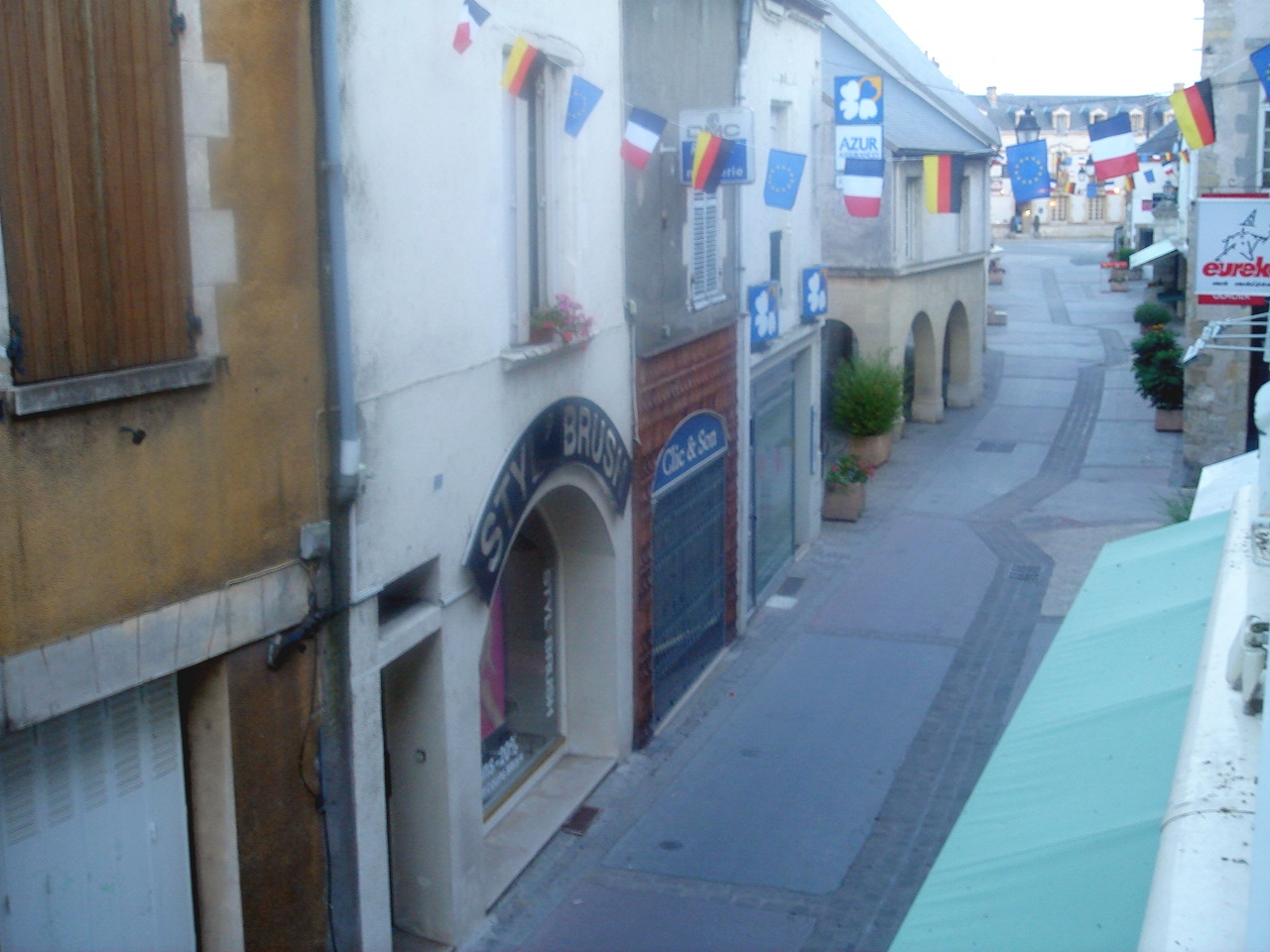
La Grande-Rue piétonne.

### Quartiers, hameaux et lieux-dits
L'hyper-centre de la ville est contenu entre les boulevards Carnot, Jeanne-d'Arc, Porte-Madeleine et la route d'Orléans, il s'articule autour de la Grande-rue piétonne. Au nord, côté Loire, vers le boulevard Jeanne-d'Arc, la place du Martroi a été réhabilitée en 2006. À l'est de la Grande-rue, les places du Grand-Cloître et du Petit-Cloître accueillent la mairie et l'église. Un peu plus loin vers l'ouest, les halles, la poste, l'office de tourisme et la Maison de Loire rejoignent le boulevard Carnot, point de sortie du pont sur la Loire. À l'ouest de la Grande-Rue, un réseau de petites rues (rue du Moulin-aux-Chevaux, de l'Écho, des Prêtres, de la Cour-Guillerette et du Puits-Grenon) font le lien avec le boulevard de la Porte-Madeleine. Au sud, la Grande-rue débouche sur la place du Cheval-Blanc (du nom de l'hôtel de voyageurs construit en 1909), la Porte-Berry et la route d'Orléans.
Le premier lotissement réalisé à Jargeau fut celui de La Tuilerie. Il étendait alors la zone d'habitat à l'est. La décision de sa création fut approuvée par le conseil municipal en 1971, les premiers travaux concernant la voirie et les réseaux de distribution réalisés en 1973 et les premières maisons construites en 1975. En 1977, trente logements y furent construits afin de loger les techniciens travaillant à la mise en place de la centrale nucléaire de Dampierre ; ils furent par la suite remis à la commune et surnommés les Dampierres. Ce quartier accueille notamment les supermarchés, l'école maternelle et la caserne des pompiers.
Plusieurs hameaux et lieux-dits sont situés sur le territoire de la commune :

### Planification

#### Plan local d'urbanisme
La commune prescrit l'élaboration d'un plan d'occupation des sols en septembre 1978. Le document est approuvé en novembre 1983 puis révisé en mars 1999. Il est ensuite modifié en mai 2005 et février 2010.
La loi relative à la solidarité et au renouvellement urbains du 13 décembre 2000, dite loi SRU, complétée par la loi urbanisme et habitat du 2 juillet 2003, marque une évolution de la planification urbaine en créant notamment les plans locaux d’urbanisme (PLU), vecteurs de projets de territoire, appelés à se substituer progressivement aux plans d’occupation des sols. Le PLU contient deux éléments nouveaux par rapport au POS : le plan d'aménagement et de développement durable (PADD), qui exprime le projet de la ville par des orientations générales en matière d'urbanisme, de développement, d'équipement et de préservation de l'environnement et les orientations d'aménagement et de programmation (OAP) qui correspondent à des zooms qui peuvent porter sur des quartiers ou secteurs à mettre en valeur, réhabiliter, restructurer ou aménager, ou sur l'aménagement d'un espace public, etc. Dans ce cadre le conseil municipal prescrit la révision du Plan d’occupation des sols et sa transformation en plan local d'urbanisme le 19 juin 2014,. Un projet de PLU a été arrêté par le Conseil municipal le 11 juillet 2019 et sera soumis à une enquête publique avant la fin du mandat. En l'absence de PLU approuvé, c'est le POS de 1999 qui constitue le document d'urbanisme de référence,.

#### Documents d'orientations intercommunaux
La commune est membre du pays Forêt d'Orléans - Val de Loire, qui regroupe 32 communes. En 2012 les Pays Forêt d'Orléans Val de Loire, Loire Beauce et Sologne Val-sud sont les seuls territoires du département du Loiret ne disposant pas de schéma de cohérence territoriale (SCoT). Compte tenu  de l'intérêt de cet outil pour l'avenir des territoires, les élus de ces pays décident d'engager une démarche commune d'élaboration de SCoT. Le comité syndical du Pays Forêt d'Orléans - Val de Loire décide de prendre le 8 octobre 2015 la compétence « élaboration, gestion et suivi du Schéma de Cohérence Territoriale » et, après avis favorable conforme des différentes communes membres (le 19 novembre 2015 pour Jargeau), le préfet approuve la modification des statuts en ce sens le 19 février 2016. Les trois SCoT sont lancés officiellement et simultanément à La Ferté-Saint-Aubin le 21 juin 2014, l'assistance à maîtrise d'ouvrage étant confiée à un seul bureau d'études. Après étude et concertation de 2014 à 2017, le document doit être approuvé en 2018.

### Logement
En 2007, Jargeau comptait 1 952 logements dont 1 760 (90,2 %) étaient des résidences principales, 1 487 des maisons et 447 des appartements. Le nombre de logements est en constante augmentation depuis 1968, année où il s'élevait à 1 074. Sur cette même période, le nombre de résidences principales est en constante augmentation, alors que le nombre des résidences secondaires est en régression depuis 1975. Par ailleurs, le nombre de logements vacants a augmenté entre 1999 et 2006 : 86 contre 137.
La plupart des logements du parc ont été achevés avant 1949 (35,2 %) alors que les logements construits après 1990 ne représentent que 19,3 % de l'ensemble. Les résidences principales comptent très majoritairement (41,7 % d'entre elles) 5 pièces ou plus.
En 2007, 64,7 % des Gergoliens étaient propriétaires de leur logement contre 32,8 % qui en étaient locataires et 2,4 % qui étaient logés gratuitement.

### Voies de communication et transports

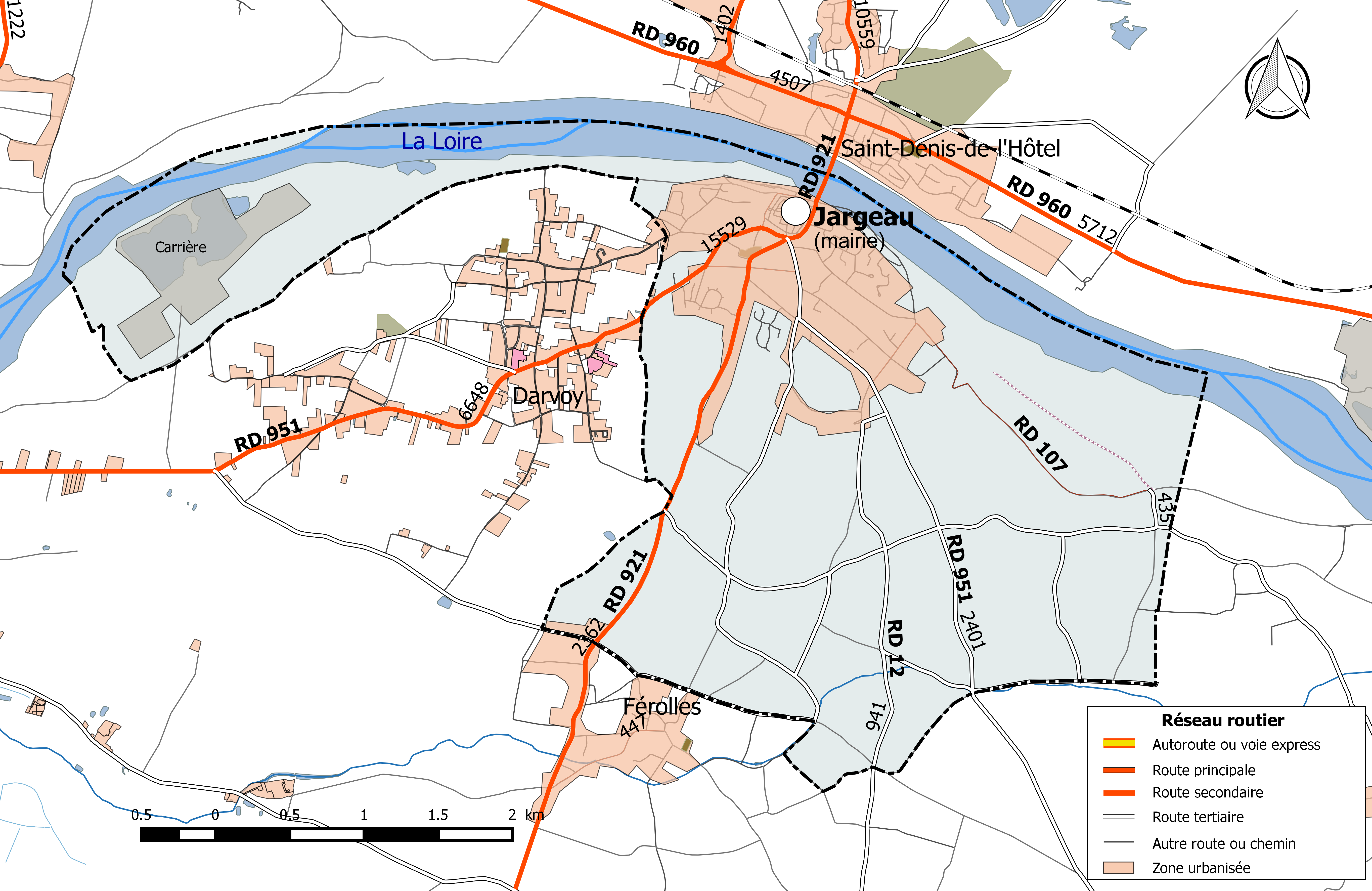
Réseau routier principal de la commune de Jargeau (avec indication du trafic routier 2014).

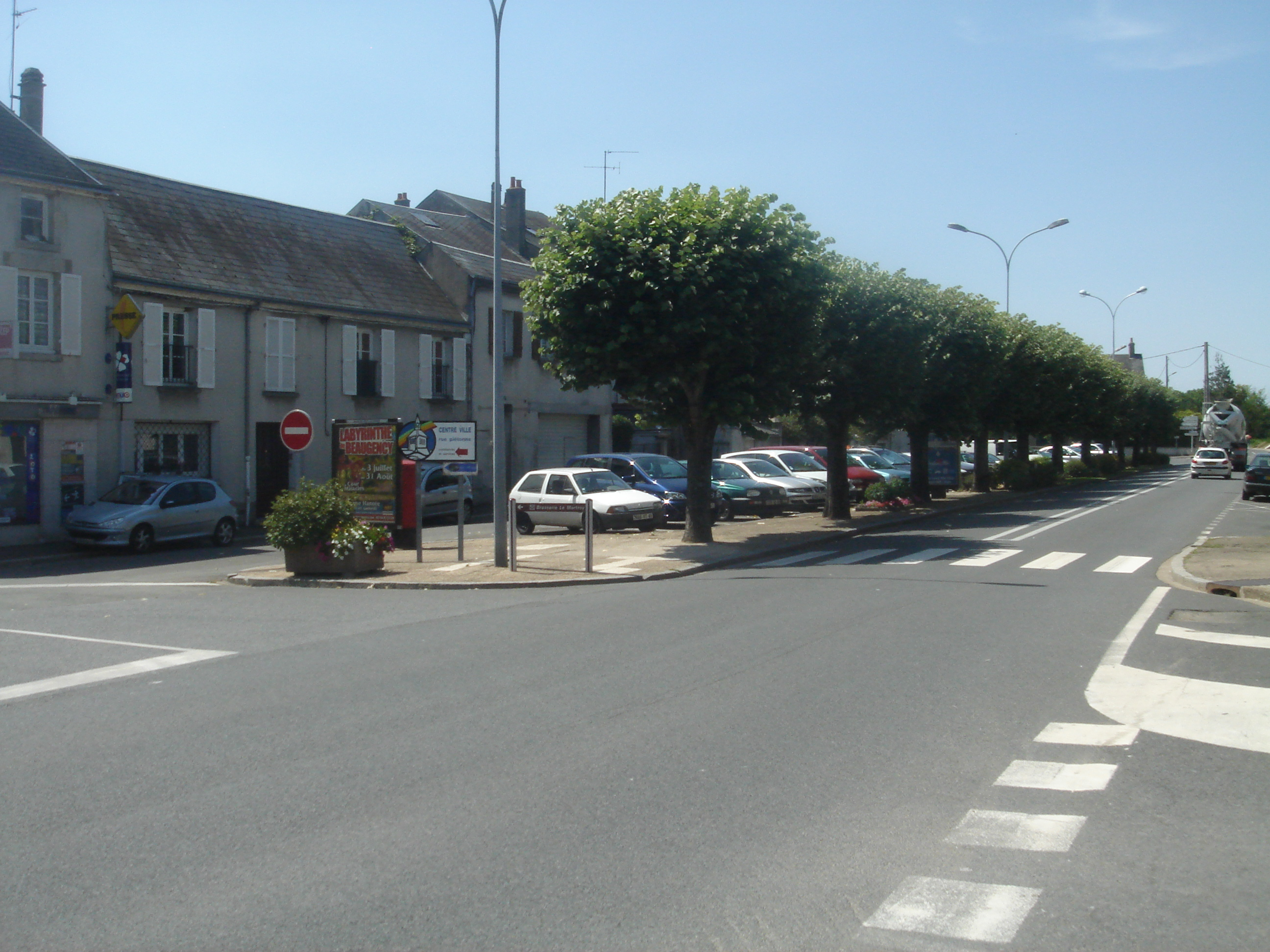
Le boulevard Jeanne d'Arc.

#### Infrastructures routières
La commune est traversée par quatre routes départementales : la RD 951, la RD 921, la RD 12 et la RD 107. Complétant ces voies, la commune est sillonnée de plusieurs voies communales et chemins ruraux  desservant ses fermes et hameaux et les bourgs environnants.
La RD 951 traverse le bourg d'ouest en est sous la dénomination de « route d'Orléans », puis de  « rue du 8 mai 1945 » en approche de l'hyper-centre puis en s'éloignant du centre vers le sud-est, de  « rue du Faubourg Berry », « rue de la Raguenelle » et enfin  « rue de Tigy ». Il s'agit de l'ancienne route nationale 751, qui avait été créée en 1933 et était définie comme la route de Cosne-sur-Loire à la pointe de Saint-Gildas par la rive gauche de la Loire. La section traversant le Loiret, reliant Beaulieu-sur-Loire à Lailly-en-Val, a été transférée au département du Loiret par arrêté du 22 décembre 1972. En 2014, elle supporte sur le territoire communal un trafic de 6 648 véhicules/jour à l'ouest du bourg et de 2 401 à l'est.
La RD 921 traverse la commune du sud au nord et franchit la Loire. Il s'agit de l'ancienne route nationale 721, qui reliait avant 1973 Étampes (RN 20), Pithiviers, Jargeau et La Ferté-Saint-Aubin (RN 20). Elle a été transférée au département du Loiret par arrêté du 22 décembre 1972. En 2014, elle supporte un trafic de 15 529 véhicules/jour dont 9 % de poids lourds au sud de la RD 2060.
La RD 12 (941 véhicules/jour) et la RD 107 (435 véhicules/jour) sont des routes à faible trafic. Elles relient le bourg respectivement à Sennely et à Guilly.
Un pont reliant la commune à Mardié est en projet.

#### Transports en commun
En 2016, la commune est desservie par la ligne n°7A du réseau Ulys, le réseau interurbain de transport par autocar du Conseil départemental du Loiret. Cette ligne, qui relie Sully-sur-Loire - Tigy - Jargeau - Orléans, propose un nombre de dessertes variable en fonction des jours ouvrables de la semaine. Des correspondances SNCF sont assurées dans la  gare d'Orléans. À compter du 1er janvier 2017, la compétence des services de transports routiers interurbains, réguliers et à la demande est transférée des départements aux régions, et donc localement du département du Loiret à la région Centre-Val de Loire, consécutivement à la loi NOTRe du 7 août 2015.

#### Infrastructures ferroviaires
Les trois gares les plus proches sont situées à l'ouest de la commune, dans l'agglomération orléanaise, il s'agit des gares d'Orléans à 19 km, de Saint-Cyr-en-Val - La Source à 19 km, et des Aubrais à 21 km. À l'est de Jargeau, la première gare de voyageurs est celle de Gien, à 46 km. Au nord, la gare de Saint-Denis - Jargeau est fermée. L'association « STAR45 » milite cependant pour la réouverture aux trafic voyageurs de la ligne d'Orléans à Gien sur la portion allant d'Orléans à Châteauneuf-sur-Loire.

#### Infrastructures aéroportuaires
Les aéroports les plus proches se situent au nord de la commune. Le plus proche est l'aéroport d'Orléans - Saint-Denis-de-l'Hôtel situé à 2 km dans la zone des Quatre-Vents à Saint-Denis-de-l'Hôtel. Les aéroports internationaux les plus proches sont ceux d'Orly, à 112 km et de Roissy-Charles-de-Gaulle à 145 km.

### Espaces verts

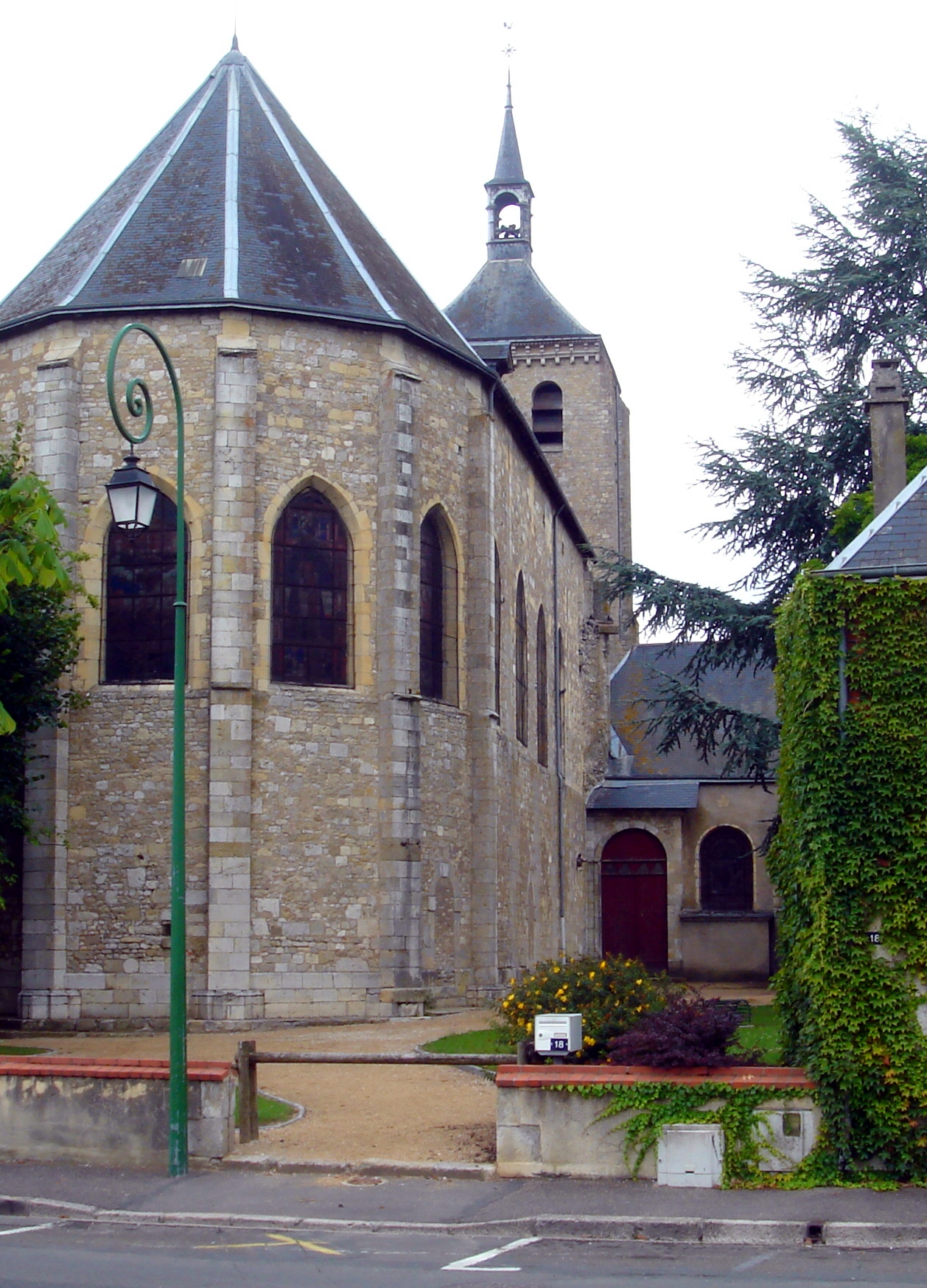
Le square Oscar-Roty en 2007.

Deux espaces verts sont dédiés aux villes jumelées et situés dans le lotissement de la Tuilerie, l’allée Corsham où un arbre a été planté par les maires des communes de Jargeau (François Landré) et de Corsham, et le square Reilingen, dans le prolongement de l'allée Corsham.
Un square situé derrière le chœur de l'église Saint-Étienne, appelé également « jardin de l'église » est dédié à Oscar Roty. Il fut remanié et ouvert sur la ville dans les années 1990.
Le jardin de la Chanterie (office du tourisme) est ouvert sur le boulevard Carnot d'une part et sur les halles de la rue Gambetta d'autre part.
Délimitant l'hypercentre, les mails se situent à la place des anciens fossés de la ville médiévale. Ils furent comblés au XIXe siècle. Les  marronniers plantés au XIXe siècle ont été arrachés en 2007. Remplacés par une même essence, mais sans marrons, ils ont été arrachés à leur tour en 2015-2016 à la suite d'une maladie transmise par un champignon. Ils sont remplacés par une variété de platanes sur le mail Carnot. Sur ce mail ont également été plantés des magnolias à feuille persistantes. Les arbres du mail Madeleine devraient subir le même sort.
Tous ces travaux d'embellissement ont permis à la ville d'obtenir la première fleur du label "Villes et villages fleuris" en août 2016.

### Risques naturels et technologiques majeurs
La commune de Jargeau est vulnérable à différents aléas naturels : inondations (par débordement de la Loire ou de ruisseaux), climatiques (hiver exceptionnel ou canicule), mouvements de terrains ou sismique. Elle est également exposée à un risque technologique : le transport de matières dangereuses.
Entre 1999 et 2021, six arrêtés ministériels portant ou ayant porté reconnaissance de catastrophe naturelle ont été pris pour le territoire de la commune de Jargeau dont deux pour des inondations et coulées de boue, trois pour des mouvements de terrain et un pour un effondrement de terrain.

#### Risque d'inondation

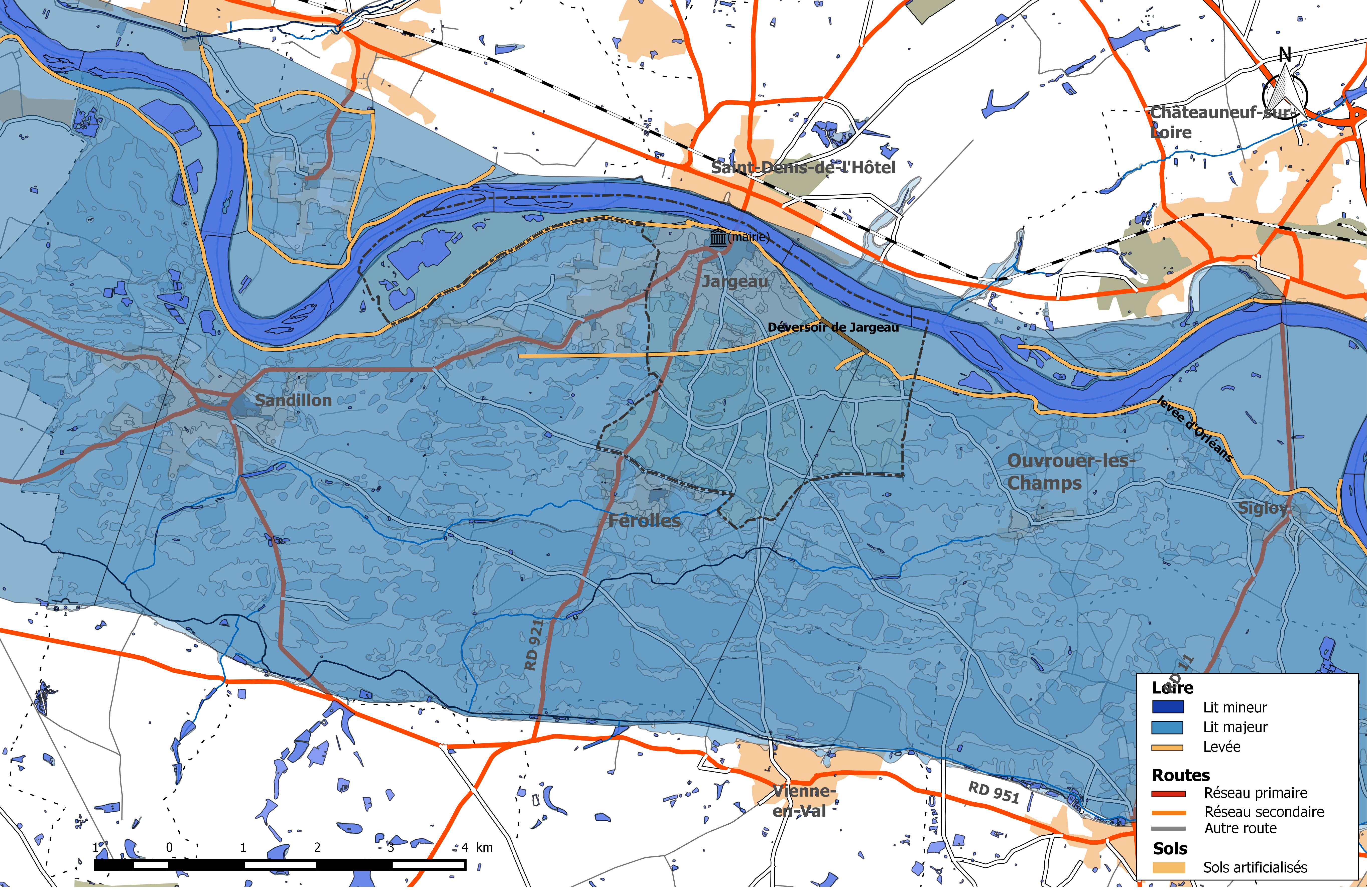
Zone inondable de la commune de Jargeau.

La Loire est à l'origine des dégâts les plus importants sur la commune en cas de crue majeure. Les crues historiques sont celles de 1846, 1856, 1866 et 1907. Aucune crue n'a atteint depuis 1907 les hauteurs atteintes lors de ces événements catastrophiques.
La zone inondable de la commune de Jargeau couvre la totalité du territoire communal. Cette zone se répartit en 776 ha en espaces agricoles, 174 ha en eau, 210 ha en espaces naturels, 2 ha en serres et 307 ha en surfaces urbanisées. Elle fait partie du val d'Orléans qui s’étend sur 33 km de longueur, du hameau de Bouteille à l’amont au confluent du Loiret à l’aval. Ce val est protégé par une levée en terre, la levée d'Orléans, de 45 km de longueur, interrompue à 3,5 km environ en amont du confluent du Loiret. Il est inondé par le remous de la Loire dans la confluence du Loiret dès les premières crues simulées. Cette levée a été renforcée sur toute sa longueur. Le niveau de protection historique est celui visé par la construction du déversoir de Jargeau, aménagé à la fin du XIXe siècle à l'emplacement des brèches qui s'étaient produites en 1846, 1856 et 1866 et conçu initialement pour fonctionner au-delà de la cote de Loire à l'échelle d'Orléans proche de 6 m (crue de 1825, n'ayant pas occasionné de brèches). Les lignes d’eau en crue ont toutefois beaucoup changé depuis du fait de l’évolution morphologique du lit de la Loire, conséquence des ouvrages de navigation qui ont été réalisés au XIXe siècle et de l’extraction massive de matériaux en deuxième partie du XXe siècle. Le déversoir ne remplit donc plus sa fonction de protéger la levée d’Orléans des surverses, et il ne permet plus de définir l’objectif de protection du système d’endiguement.
L'analyse menée dans le cadre de l'étude de danger des digues, montre qu'aujourd'hui le niveau de protection apparent de la levée est associé à une crue de période de retour d'environ 200 ans, soit une hauteur d'eau à l'échelle d'Orléans estimée à 5,75 m. Les zones de surverses probables mises en évidence se situent de l'amont vers l'aval, à Guilly, Sigloy et Saint-Denis-en-Val (lieu-dit de Château Lumina). Par ailleurs, ces études montrent aussi que des défaillances avant dépassement des ouvrages sont probables, en particulier à Guilly, Sigloy et Saint-Pryvé-Saint-Mesmin. Pour le secteur de Guilly : la probabilité de rupture n'est plus négligeable dès la crue de période de retour de 70 ans, soit une cote d'environ 4,60 m à l'échelle d'Orléans. Cette cote définit le niveau de sûreté actuel de la digue d'Orléans et correspond au seuil de déclenchement du plan d'évacuation massive de l'agglomération d'Orléans en cas de crue.
Le risque d'inondation est pris en compte dans l'aménagement du territoire de la commune par le biais du Plan de prévention du risque inondation (PPRI) du val d'Orléans - val amont, approuvé le 20 janvier 2015. Deux nouveaux types de zones sont apparues par rapport au précédent PPRI, plus restrictives pour une meilleure protection des usagers : la zone de dissipation d'énergie (ZDE) et la zone d'expansion de crue (ZEC). Dans la ZDE, située immédiatement à l’arrière des levées, qui serait fortement affectée en cas de brèche ou de rupture de digue, toute construction nouvelle est interdite. La ZEC quant à elle correspond aux secteurs naturels ou agricoles qu’il convient  de  préserver pour l’étalement des eaux en cas d’inondation et éviter l’accroissement des risques. La ZDE de Jargeau, d'une superficie de 101 ha, est constituée de 3 secteurs discontinus. Au Nord Ouest, elle englobe un secteur pavillonnaire (La Cherelle). La partie centrale intègre une partie du quartier des « Maulins » et du « Christ », ainsi qu'une partie significative de la ZAC des « Cailloux ». Le secteur Sud-Est englobe le terrain de cross et le hameau de la Fontaine Saint-Vrain. Les entreprises ZEFAL et AFUM sont concernés.
Deux documents permettent de définir les modalités de gestion de crise et d'organisation des secours : au niveau départemental, le Dispositif ORSEC départemental spécialisé déclenché en cas d'inondation de la Loire, le plan ORSIL, et au niveau communal le plan communal de sauvegarde.

#### Risque de mouvements de terrain
Le territoire de la commune peut être concerné par un risque d'effondrement de cavités souterraines non connues. Une cartographie départementale de l'inventaire des cavités souterraines et des désordres de surface a été réalisée. Il a été recensé sur la commune plusieurs effondrements de cavités.
Par ailleurs le sol du territoire communal peut faire l'objet de mouvements de terrain liés à la sécheresse. Le phénomène de retrait-gonflement des argiles est la conséquence d'un changement d'humidité des sols argileux. Les argiles sont capables de fixer l'eau disponible mais aussi de la perdre en se rétractant en cas de sécheresse. Ce phénomène peut provoquer des dégâts très importants sur les constructions (fissures, déformations des ouvertures) pouvant rendre inhabitables certains locaux. Celui-ci a particulièrement affecté le Loiret après la canicule de l'été 2003. La totalité du territoire de la commune est soumis à un aléa « faible » face à ce risque, selon l'échelle définie par le Bureau de recherches géologiques et minières (BRGM)« faible ».

#### Risque sismique
La totalité du département est classée en zone de sismicité « très faible ». À ce titre aucune réglementation spécifique ne s'applique aux constructions dites « à risque normal ».

#### Transport de matières dangereuses
Le risque de transport de matières dangereuses peut survenir en cas d'accident impliquant une unité mobile (ex. camion) ou une canalisation transportant des matières dangereuses (toxique, inflammable...). Une matière dangereuse est une substance susceptible de présenter un danger et des conséquences graves pour l'homme et son environnement. À Jargeau, le principal facteur de risque est le transport routier empruntant la RD 921.

## Toponymie
L'origine du nom Jargeau peut se trouver dans Garrigoïalum [réf. nécessaire], de Garrig signifiant le chêne. L'analyse est confirmée en donnant pour Darvoy, le village voisin, l'étymologie celtique Der de Dervos (chêne) ou Dervetum (chênaie). Le nom d'un lieu-dit situé au sud de la commune, Le Chênat, tend à corroborer cette hypothèse.
Désignant la ville et au travers des époques, on trouve les dénominations suivantes : S. Crucis Gargogilensis, Gangosilensis 990, Gagogilum en 1167, Jargogilum en 1218, Jargolium en 1226, Jargolio en 1362, Gergolium en 1488. Les formes Jargolium, Gergueau, Gergeau, Jergueau, Jargiau, Jargeau ont longtemps cohabité.

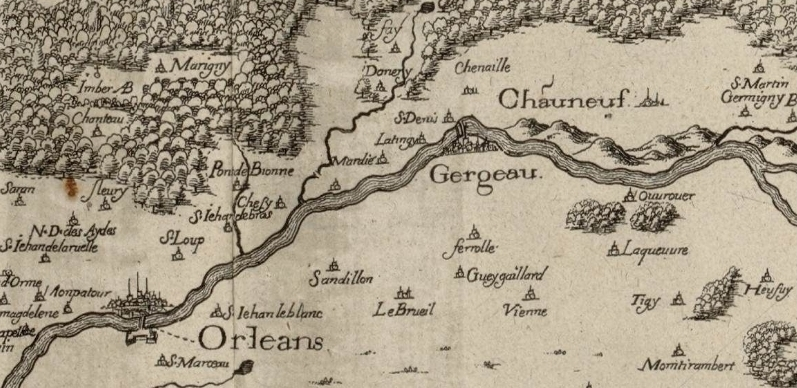
1634 : Gergeau sur une carte du Duché d'Orléans.
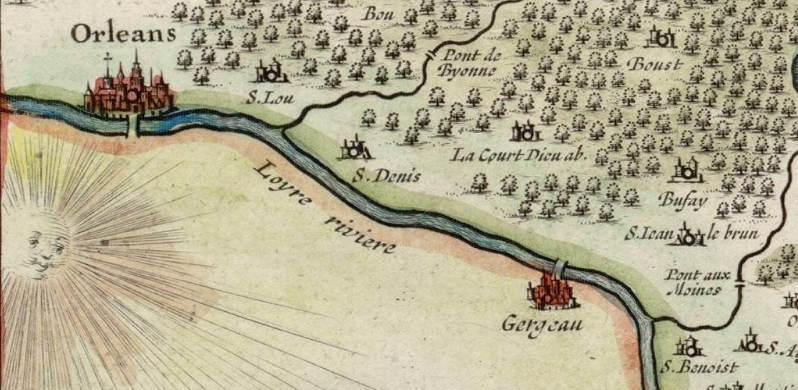
1690 : Gergeau sur une carte du Gâtinais.
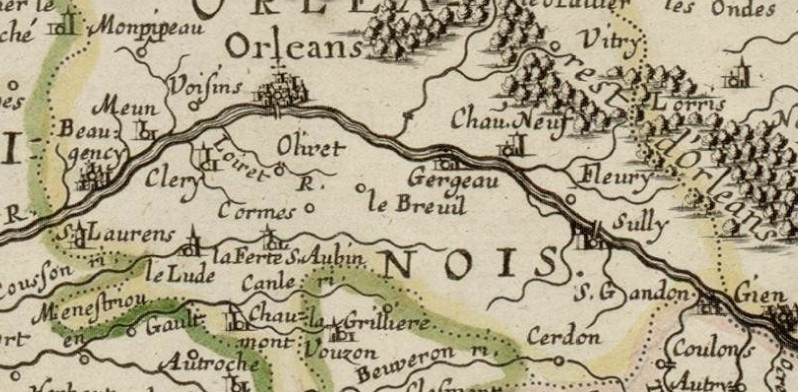
1690 : Gergeau sur une carte du Gouvernement d'Orléans.
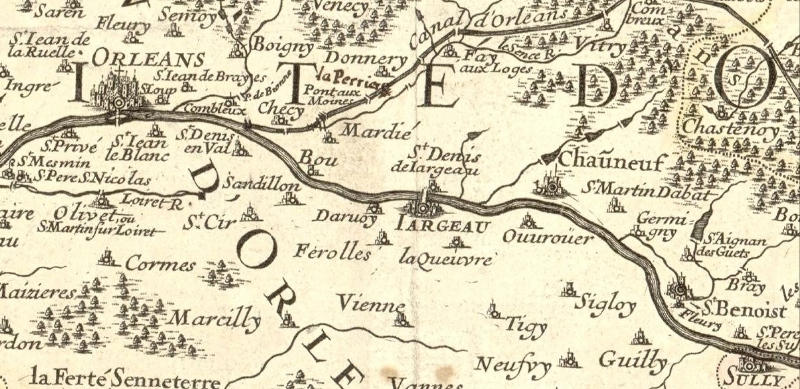
1690 : Jargeau sur une carte de la Généralité d'Orléans.
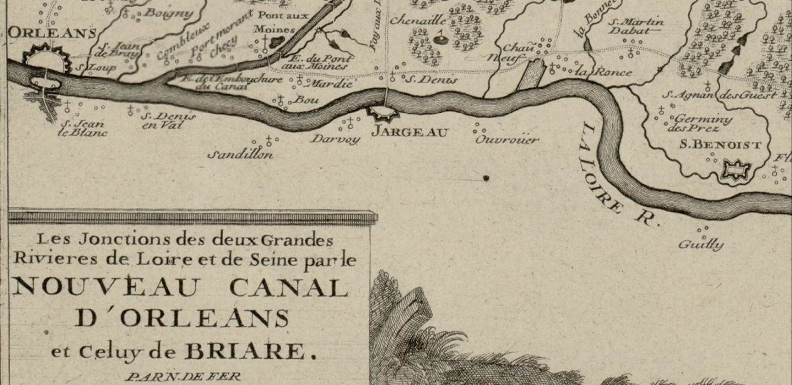
1716 : Jargeau et le nouveau canal d'Orléans.
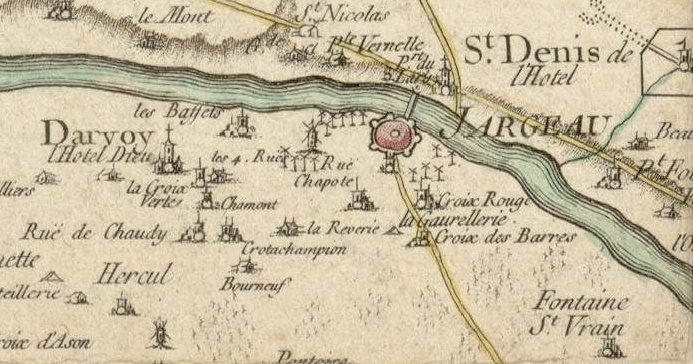
1744 : Jargeau sur une carte de Cassini.
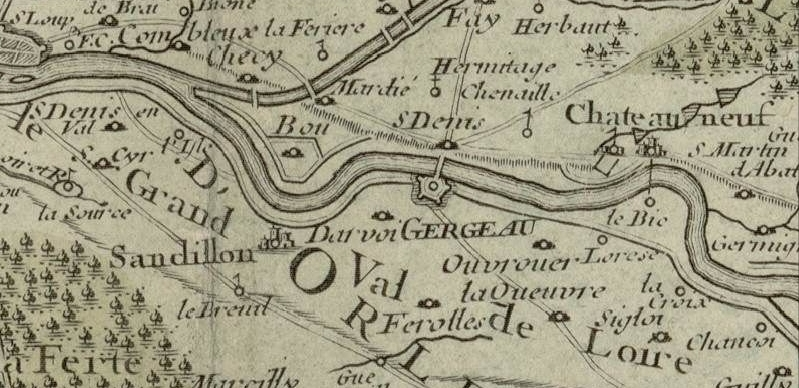
1780 : Gergeau sur une carte de la Généralité d'Orléans.
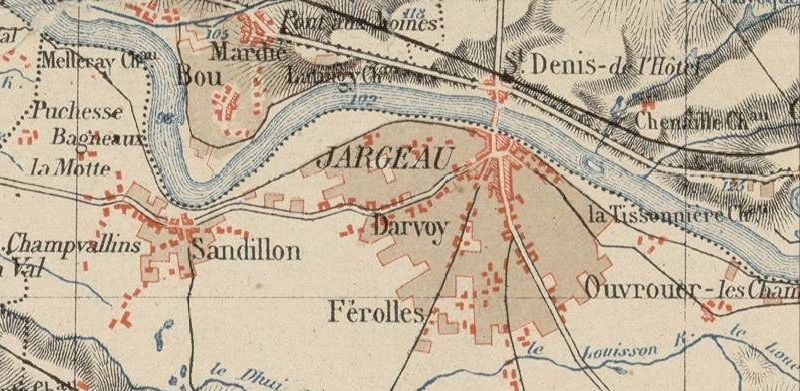
1873 : Jargeau sur une carte du Loiret.

## Histoire

### Préhistoire
Plusieurs bifaces et silex moustériens sont retrouvés à l'emplacement de l'actuelle commune de Jargeau dans la carrière du clos des Bouères et dans le lit de la Loire. Ces découvertes corroborent l'hypothèse d'une présence humaine sur le site au Paléolithique.

### Antiquité
Le site du bourg, appelé à l'époque gallo-romaine "Gargogilum", se situait au nord d'une boucle de la Loire, aujourd'hui disparue, comme l'atteste la présence de turcies.

### Moyen Âge

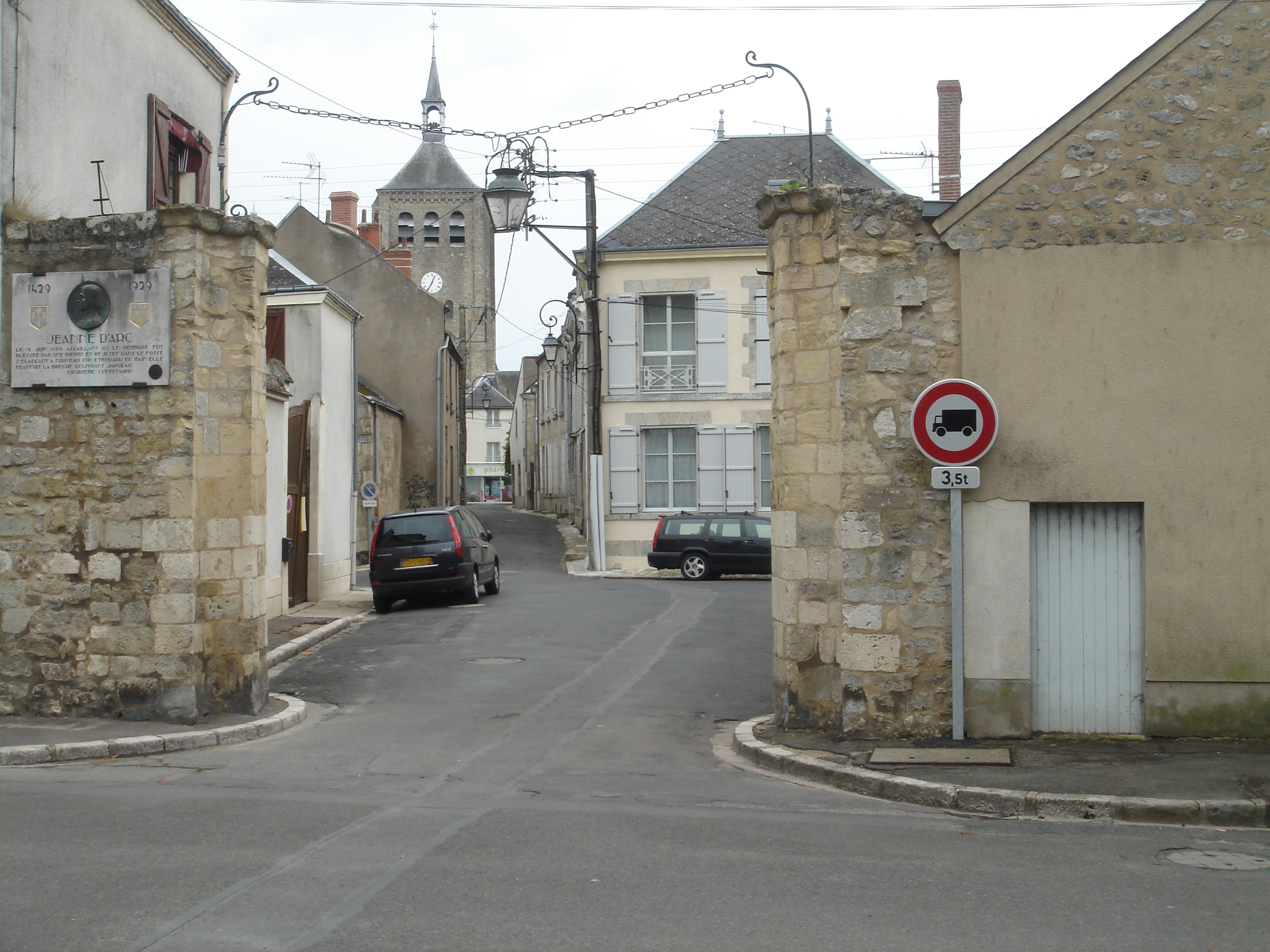
La Porte-Madeleine portant sur son montant gauche la plaque commémorative célébrant le de la bataille de Jargeau.

Le 4 juillet 1411, Charles Ier d'Orléans, installé à Jargeau avec ses frères, y rédige une lettre de défi à Jean sans Peur, alors duc de Bourgogne.
Au cours de la guerre de Cent Ans, les Anglais s'emparent de Jargeau le 9 novembre 1428 alors qu'ils sont déjà installées dans la ville d'Orléans. Ils s'y maintiennent jusqu'au mois de juin 1429, date de la bataille de Jargeau. La ville, fortifiée à l'époque, est une position stratégique pour les Anglais qui envisageaient d'envahir le sud de la France.
La bataille se déroule les 11 et 12 juin 1429. Le dauphin Charles, futur Charles VII, doit être sacré à Reims. Jeanne d'Arc est chargée de libérer et sécuriser la route que le dauphin empruntera jusqu'à la Champagne. Après sa victoire à Orléans le 8 mai 1429, elle s'emploie à éliminer les troupes anglaises encore en place dans la vallée de la Loire. La bataille de Jargeau est l'un des cinq combats de la campagne de la vallée de la Loire de 1429. Dans l'ordre chronologique se succédèrent le siège d'Orléans (12 octobre 1428 - 8 mai 1429), la bataille de Jargeau (11 et 12 juin 1429), la bataille de Meung-sur-Loire (15 juin 1429), la bataille de Beaugency (16 et 17 juin 1429) et la bataille de Patay (18 juin 1429). Une plaque commémorative posée sur la Porte-Madeleine célèbre le 500e anniversaire de cette bataille. La mention suivante y figure : « Jeanne d'Arc, le 12 juin 1429, assaillant ici le rempart, fut blessée par une pierre et rejetée dans le fossé, s'élançant à nouveau son étendard en main, elle franchit la brèche, délivrant Jargeau. Cinquième centenaire »
Le 3 novembre 1473, le contrat de mariage d'Anne de France, fille aînée du roi Louis XI, et de Pierre de Beaujeu fut signé à Jargeau. Les fêtes célébrant le mariage durent 8 jours. L'origine des armoiries de la ville est attribuée à cette visite.

### Époque moderne

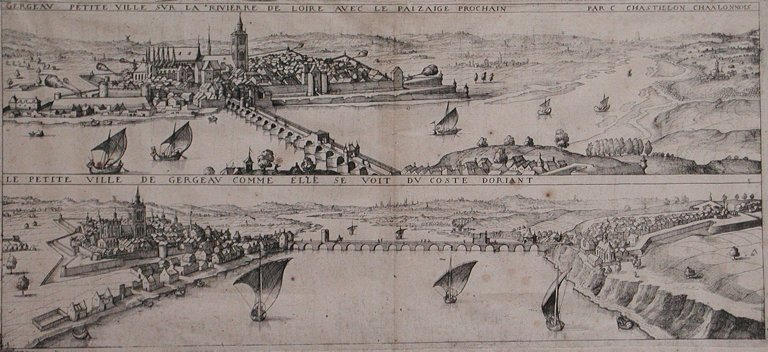
Gergeau au XVIIe siècle sur une gravure de Claude Chastillon. On peut remarquer les remparts et le pont de pierre.

Un synode protestant s'établit à Jargeau en 1562 dans l'actuelle rue du Temple.
Au cours des guerres de religion, une troupe dirigée par le capitaine huguenot François de La Noue s'empare de la ville et saccage l'église.
La nouvelle du massacre de la Saint-Barthélemy perpétué à Paris atteint Jargeau le 25 août 1572, et le massacre des protestants par les catholiques s’y répète.
Les 20 et 21 juin 1589, Henri III et Henri de Navarre forcent le passage à Jargeau afin d'emprunter le pont sur la Loire vers Paris.
Un synode national protestant se tient à Jargeau le 9 mai 1601.
La ville, alors dénommée Gergeau, est prise en 1620 par les troupes royales durant les rébellions huguenotes.
Durant la Fronde (1648-1653), le prince de Condé fait refortifier la ville.
Un arrêté du conseil d’État du roi de France Louis XV daté du 7 mai 1726 confirme le droit de péage au bénéfice de l'évêque d'Orléans sur chaque bateau de sel passant au niveau du pont de Jargeau.

### Révolution française et Empire

#### Nouvelle organisation territoriale
Le décret de l'Assemblée Nationale du 12 novembre 1789 décrète « il y aura une municipalité dans chaque ville, bourg, paroisse ou communauté de campagne ». En 1790, dans le cadre de la création des départements, le Loiret compte alors 367 municipalités, rattachées à 59 cantons et 7 districts. La municipalité de Jargeau est rattachée au canton de Jargeau et au district d'Orléans. Le terme « commune », au sens de l’administration territoriale actuelle, est imposé par le décret de la Convention nationale du 10 brumaire an II (31 octobre 1793) : « La Convention nationale, sur la proposition d’un membre, décrète que toutes les dénominations de ville, bourg ou village sont supprimées et que celle de commune leur est substituée ». Ainsi la municipalité de Jargeau devient formellement « commune de Jargeau » en 1793.
Les cantons sont supprimés, en tant que découpage administratif, par une loi du 26 juin 1793, et ne conservent qu'un rôle électoral, permettant l’élection des électeurs du second degré chargés de désigner les députés,. La Constitution du 5 fructidor an III, appliquée à partir de vendémiaire an IV (1795) supprime les districts, considérés comme des rouages administratifs liés à la Terreur, mais maintient les cantons qui acquièrent dès lors plus d'importance en retrouvant une fonction administrative. Enfin, sous le Consulat, un redécoupage territorial visant à réduire le nombre de justices de paix ramène le nombre de cantons dans le Loiret de 58 à 31,. Jargeau est alors rattachée au canton Jargeau et à l'Arrondissement d'Orléans par arrêté du 9 vendémiaire an X (1er octobre 1801),,. Cette organisation va rester inchangée pendant près de 150 ans.

### Époque contemporaine
Des brèches sont ouvertes dans la levée de la Loire à Jargeau au cours des crues de 1856 et 1866.
Durant la Seconde Guerre mondiale, entre mars 1941 et décembre 1945, Jargeau hébergea un camp d'internement (à l'emplacement du collège Clos Ferbois) qui compta jusqu'à 1 700 prisonniers, l'essentiel étant des Tsiganes ou des gens du voyage et des prostituées. Contrairement aux camps voisins de Pithiviers et de Beaune-la-Rolande, il ne s'agissait pas d'un camp de transit mais d'isolement (voir Porajmos). Longtemps, l'histoire du camp est restée taboue à Jargeau. François Landré, alors maire de la ville, a, le 7 décembre 1991, inauguré une plaque commémorative dans l'enceinte du collège Clos Ferbois. Le texte suivant y figure : « ici, 1 700 personnes ont été privées de liberté entre 1939 et 1945 dont Tsiganes, résistants, réfractaires et personnes marginalisées ».

## Politique et administration

### Découpage territorial
La commune de Jargeau est membre de la communauté de communes des Loges, un établissement public de coopération intercommunale (EPCI) à fiscalité propre créé le 1er janvier 1997 dont le siège est à Fay-aux-Loges. Ce dernier est par ailleurs membre d'autres groupements intercommunaux qui sont, en 2020, le Syndicat intercommunal de collecte et de traitement des ordures ménagères (SMICTOM) de la région de Châteauneuf-sur-Loire, le Syndicat mixte du bassin de la Bonnée, l'Agence Loiret Numérique, l'Établissement public d'aménagement et de gestion de l'eau sur le bassin versant du Loing, le Syndicat mixte des bassins versants de la Bionne et du Cens et le PETR Forêt d'Orléans-Loire-Sologne.
Sur le plan administratif, elle est rattachée à l'arrondissement d'Orléans, au département du Loiret et à la région Centre-Val de Loire. Sur le plan électoral, elle dépend du  canton de Châteauneuf-sur-Loire pour l'élection des conseillers départementaux, depuis le redécoupage cantonal de 2014 entré en vigueur en 2015, et de la troisième circonscription du Loiret  pour les élections législatives, depuis le dernier découpage électoral de 2010.

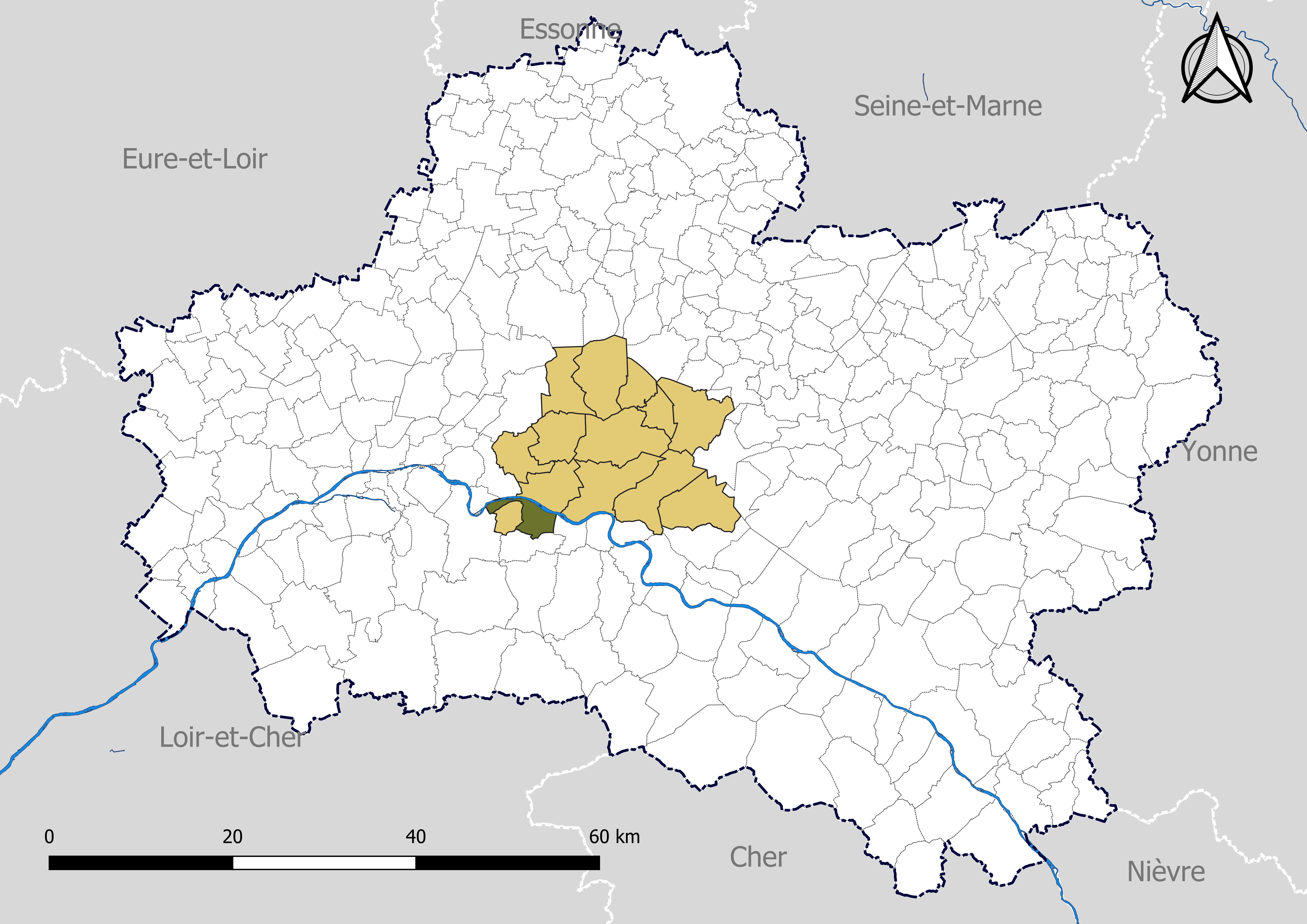
Jargeau dans le canton de Châteauneuf-sur-Loire en 2020.
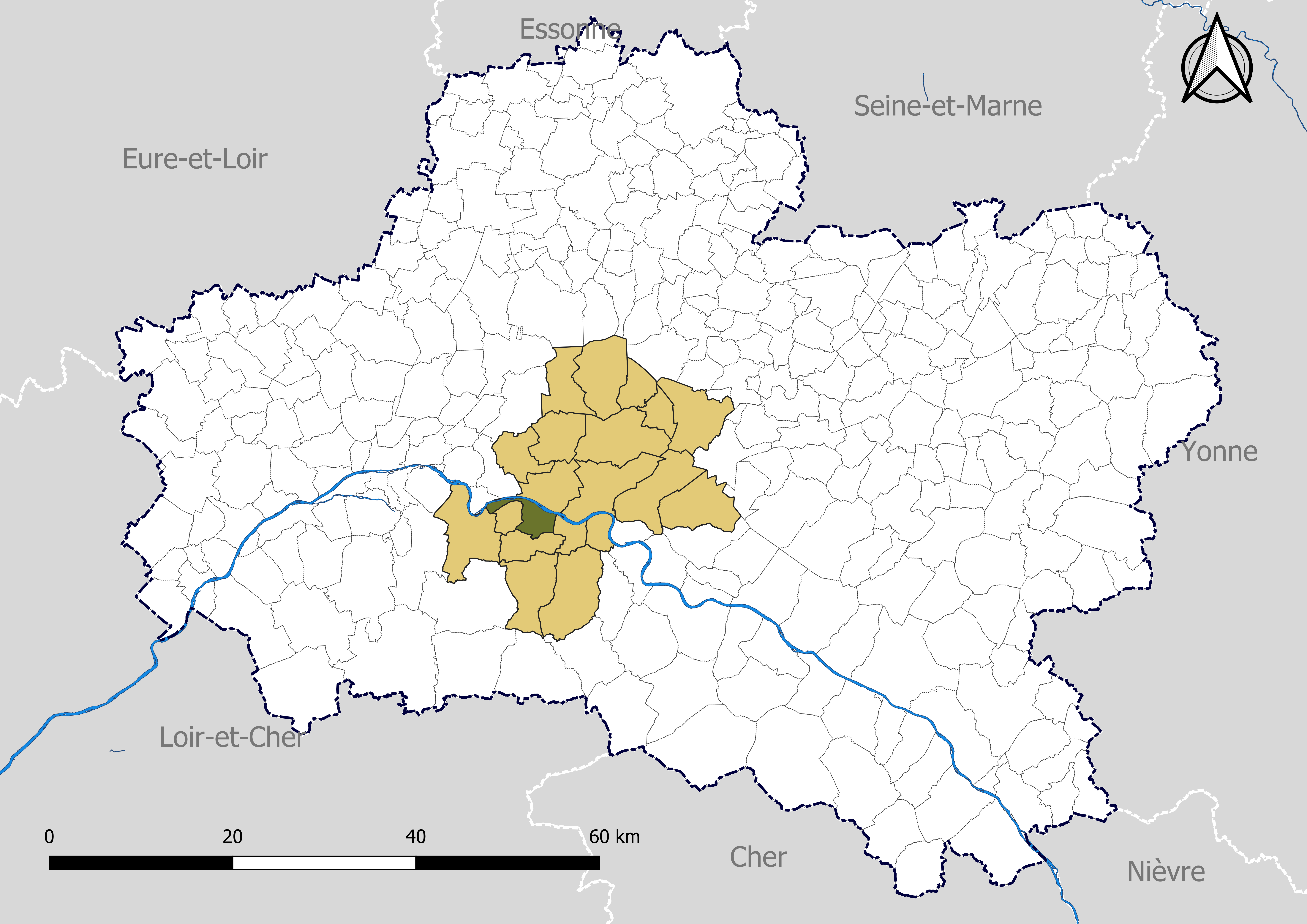
Jargeau dans la communauté de communes des Loges en 2020.
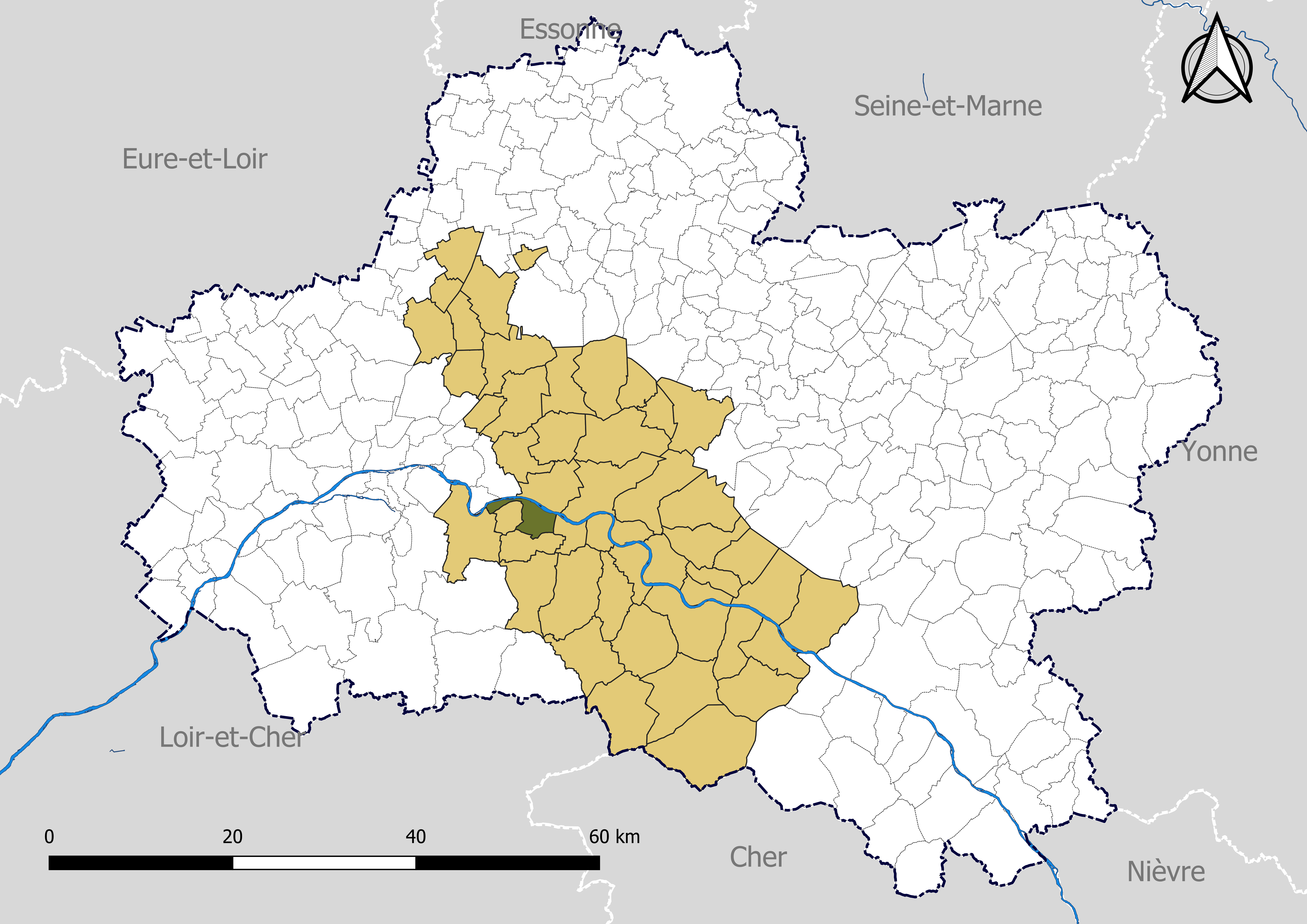
Jargeau dans le Pôle d'équilibre territorial et rural (PETR) Forêt d'Orléans-Loire-Sologne en 2020.
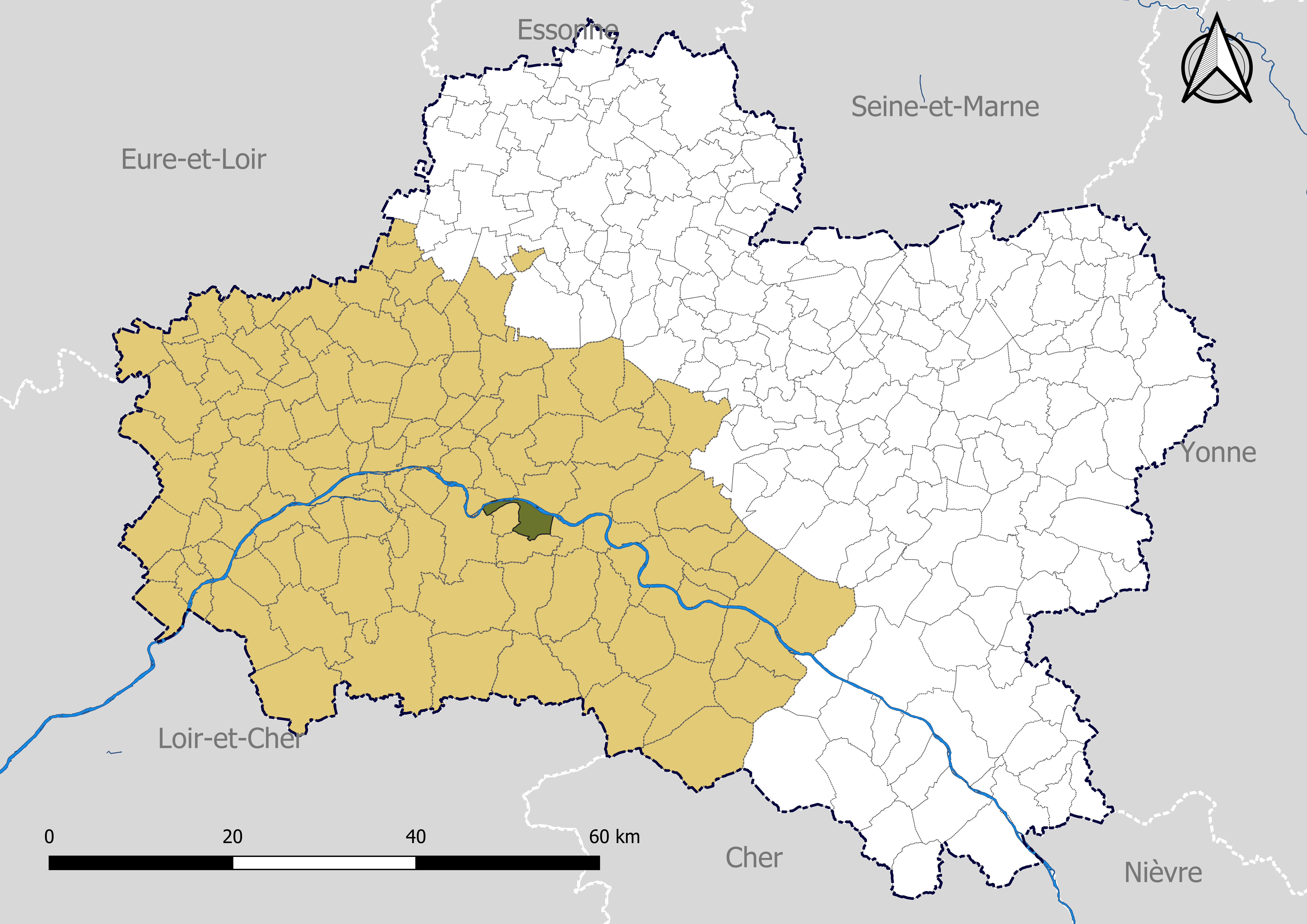
Jargeau dans l'arrondissement d'Orléans en 2020.

### Politique et administration municipales

#### Conseil municipal et maire
Depuis les élections municipales de 2014, le conseil municipal de Jargeau, commune de plus de 1 000 habitants, est élu au scrutin proportionnel de liste à deux tours (sans aucune modification possible de la liste), pour un mandat de six ans renouvelable. Il est composé de 27 membres. L'exécutif communal est constitué par le maire, élu par le conseil municipal, parmi ses membres, pour un mandat de six ans, c'est-à-dire pour la durée du mandat du conseil. Sophie Héron est maire depuis 2020.
Composition du conseil municipal de Jargeau
| Période                                  | Période   | Identité            | Étiquette    | Qualité                                      |
| ---------------------------------------- | --------- | ------------------- | ------------ | -------------------------------------------- |
| 1900                                     | 1943      | Albert Sérin-Moulin | URD          | Conseiller général (1910-1940)               |
| 1943                                     | 1944      | Octave Piédon       |              |                                              |
| 1944                                     | 1947      | Étienne Charlot     |              | Médecin                                      |
| 1947                                     | 1959      | Jacques Piédon      | DVD          | Notaire Conseiller général (1949-1967)       |
| mars 1959                                | mars 1977 | André Degraeve      | DVD puis RPR | Charcutier Conseiller général (1967-1985)    |
| mars 1977                                | juin 1995 | François Landré     | UDF          | Arboriculteur Conseiller général (1994-1998) |
| juin 1995                                | mars 2008 | Thierry Brunet      | DVD          | Notaire                                      |
| mars 2008                                | mai 2020  | Jean-Marc Gibey     | PS           | Ingénieur                                    |
| mai 2020                                 | En cours  | Sophie Héron        | DVG          | Responsable de services                      |
| Les données manquantes sont à compléter. |           |                     |              |                                              |

### Politique de développement durable
La commune a engagé une politique de développement durable en lançant une démarche d'Agenda 21 en 2010.

### Fiscalité
Impôts locaux en 2010
| Désignation fiscale                         | Commune      | Moyenne de la strate |
| ------------------------------------------- | ------------ | -------------------- |
| Taux                                        |              |                      |
| Taxe d'habitation                           | 13,31 %      | 13,49 %              |
| Taxe foncière sur les propriétés bâties     | 23,42 %      | 19,07 %              |
| Taxe foncière sur les propriétés non bâties | 51,86 %      | 52,11 %              |
| Recette                                     |              |                      |
| Taxe d'habitation                           | 1 034 €/hab. | 1 134 €/hab.         |
| Taxe foncière sur les propriétés bâties     | 713 €/hab.   | 983 €/hab.           |
| Taxe foncière sur les propriétés non bâties | 12 €/hab.    | 21 €/hab.            |

### Budget
| Évolution de l'endettement (en milliers d’€) | Évolution des dépenses d’équipement (en milliers d’€) |

### Instances judiciaires et administratives

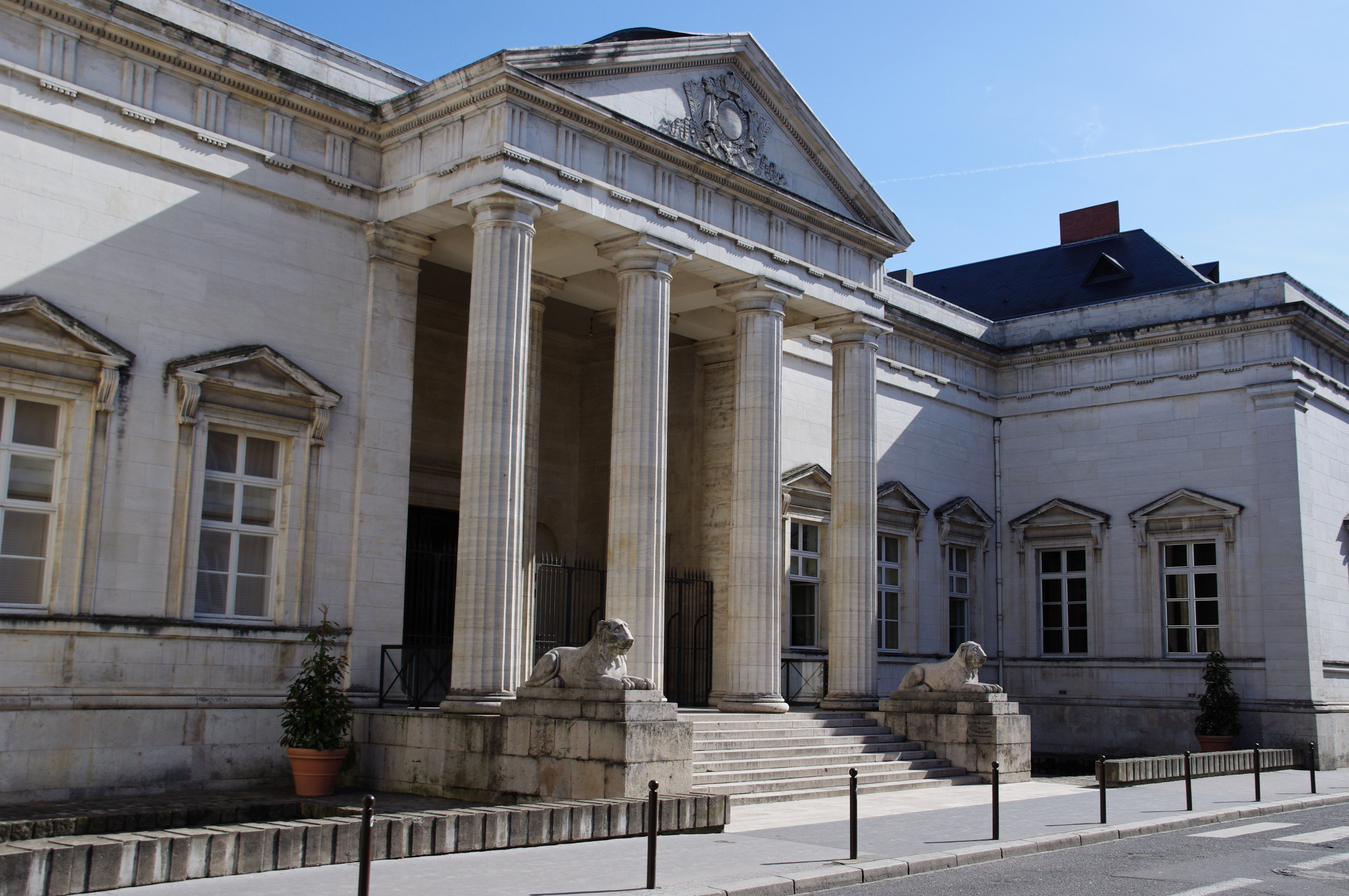
Le palais de justice d'Orléans.

Liste des juridictions compétentes pour la commune
| Tribunaux                   | Lieux   |
| --------------------------- | ------- |
| Tribunal d'instance         | Orléans |
| Tribunal de grande instance | Orléans |
| Cour d'appel                | Orléans |
| Tribunal pour enfants       | Orléans |
| Conseil de prud'hommes      | Orléans |
| Tribunal de commerce        | Orléans |
| Tribunal administratif      | Orléans |
| Cour administrative d'appel | Nantes  |

### Identité visuelle
Le premier logotype de la ville apparaît sur le bulletin municipal de 1990. Il représente le clocher de l'église Saint-Étienne devant un arc-en-ciel ; le bas du logotype symbolise le passage de la Loire à Jargeau.
Un nouveau logotype est adopté en 2009, le lien à la Loire y est souligné par l'expression « ville ligérienne » apparaissant en grisée sous le nom de la commune.

Premier logotype (1990-2009).
Logotype depuis 2009.

### Sécurité
La commune possède une gendarmerie nationale, un policier municipal et une caserne de pompiers (centre de secours).

### Politique environnementale

#### Gestion des déchets

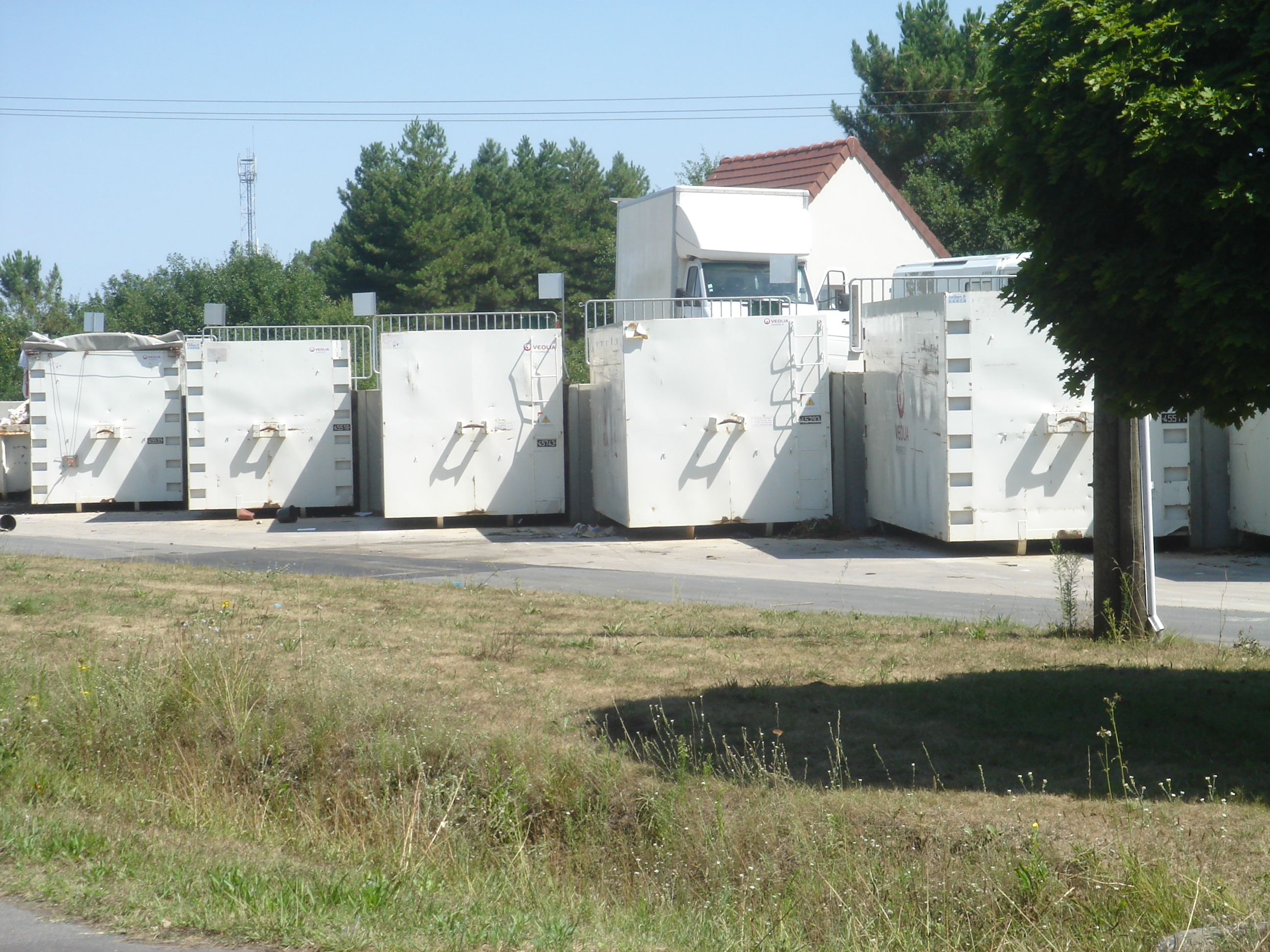
La déchèterie.

En  2016, la commune est membre du SICTOM de la région de Châteauneuf-sur-Loire, créé en 1976. Celui-ci assure la collecte et le traitement des ordures ménagères résiduelles, des emballages ménagers recyclables  et des encombrants en porte à porte et du verre en points d’apport volontaire. Un réseau de dix déchèteries, dont une est située sur le territoire communal, accueille les encombrants et autres déchets spécifiques (déchets verts, déchets dangereux, gravats, ferraille, cartons…). La déchèterie de Jargeau ouvre ses portes en janvier 1992. Elle est rénovée et agrandie en 2006. Installée à la sortie sud de Jargeau, derrière la levée d'enceinte, à l'angle de la route de Tigy et de la rue de l'ancien tramway, sept quais de triage permettent un premier tri des déchets. Le transfert et le tri sélectif des déchets sont pris en charge par l'entreprise Veolia Environnement.
L'élimination et la valorisation énergétique des déchets ménagers et de ceux issus de la collecte sélective sont effectuées par le SYCTOM de Gien-Châteauneuf-sur-Loire qui comprend un centre de transfert de déchets ménagers et un centre de stockage de déchets ultimes (CSDU) de classe II à Saint-Aignan-des-Gués ainsi qu'une usine d’incinération des ordures ménagères à Gien-Arrabloy.
Depuis le 1er janvier 2017, la « gestion des déchets ménagers » ne fait plus partie des compétences de la commune mais est une compétence obligatoire de la communauté de communes des Loges en application de la loi NOTRe du 7 août 2015.

#### Assainissement des eaux usées
Une station de traitement des eaux usées est implantée sur les bords de Loire, entre la levée et le lit du fleuve, à l'ouest de Jargeau.

### Jumelages
| - Corsham (Angleterre) de 1981 à 2022. - Reilingen (Allemagne) depuis 1989, Les années 1980 ont vu la commune de Jargeau se jumeler avec deux villes européennes, une anglaise et une allemande. Dès 1981, le rapprochement s'est opéré avec la ville anglaise de Corsham, cité médiévale du nord-ouest du Wiltshire au sud-ouest de l'Angleterre. La ville compte environ 11 000 habitants et est située entre Bath (12 km) et Chippenham (7 km). Dans Jargeau, quelques symboles soulignent les relations entre les deux communes, une boîte aux lettres anglaise sur le boulevard Jeanne d'Arc, une cabine téléphonique anglaise dans la rue Gambetta, l'allée Corsham dans le lotissement de la Tuilerie et le panneau indicateur au carrefour du pont indiquant la distance entre les deux villes : 614 km. En 1989, Jargeau s'est jumelée avec Reilingen, une ville d'environ 7 000 habitants située au sud-ouest de l'Allemagne, appartenant au Bundesland de Bade-Wurtemberg, à 17 km d'Heidelberg et 25 km de Mannheim. | \| Jargeau Corsham Reilingen \| |
| Jargeau Corsham Reilingen |                                 |

## Population et société

### Démographie
L'évolution du nombre d'habitants est connue à travers les recensements de la population effectués dans la commune depuis 1793. Pour les communes de moins de 10 000 habitants, une enquête de recensement portant sur toute la population est réalisée tous les cinq ans, les populations de référence des années intermédiaires étant quant à elles estimées par interpolation ou extrapolation. Pour la commune, le premier recensement exhaustif entrant dans le cadre du nouveau dispositif a été réalisé en 2007.
En 2022, la commune comptait 4 636 habitants, en évolution de +1,29 % par rapport à 2016 (Loiret : +1,89 %, France hors Mayotte : +2,11 %).
| 1793  | 1800  | 1806  | 1821  | 1831  | 1836  | 1841  | 1846  | 1851  |
| ----- | ----- | ----- | ----- | ----- | ----- | ----- | ----- | ----- |
| 2 356 | 2 441 | 2 280 | 2 354 | 2 450 | 2 358 | 2 247 | 2 602 | 2 801 |

| 1856  | 1861  | 1866  | 1872  | 1876  | 1881  | 1886  | 1891  | 1896  |
| ----- | ----- | ----- | ----- | ----- | ----- | ----- | ----- | ----- |
| 2 837 | 2 590 | 2 578 | 2 506 | 2 625 | 2 571 | 2 557 | 2 522 | 2 307 |

| 1901  | 1906  | 1911  | 1921  | 1926  | 1931  | 1936  | 1946  | 1954  |
| ----- | ----- | ----- | ----- | ----- | ----- | ----- | ----- | ----- |
| 2 321 | 2 277 | 2 228 | 1 916 | 1 916 | 1 855 | 1 843 | 2 279 | 2 640 |

| 1962  | 1968  | 1975  | 1982  | 1990  | 1999  | 2006  | 2007  | 2012  |
| ----- | ----- | ----- | ----- | ----- | ----- | ----- | ----- | ----- |
| 2 846 | 2 843 | 2 855 | 3 376 | 3 561 | 3 979 | 4 288 | 4 332 | 4 479 |

| 2017  | 2022  | - | - | - | - | - | - | - |
| ----- | ----- | - | - | - | - | - | - | - |
| 4 604 | 4 636 | - | - | - | - | - | - | - |

### Enseignement

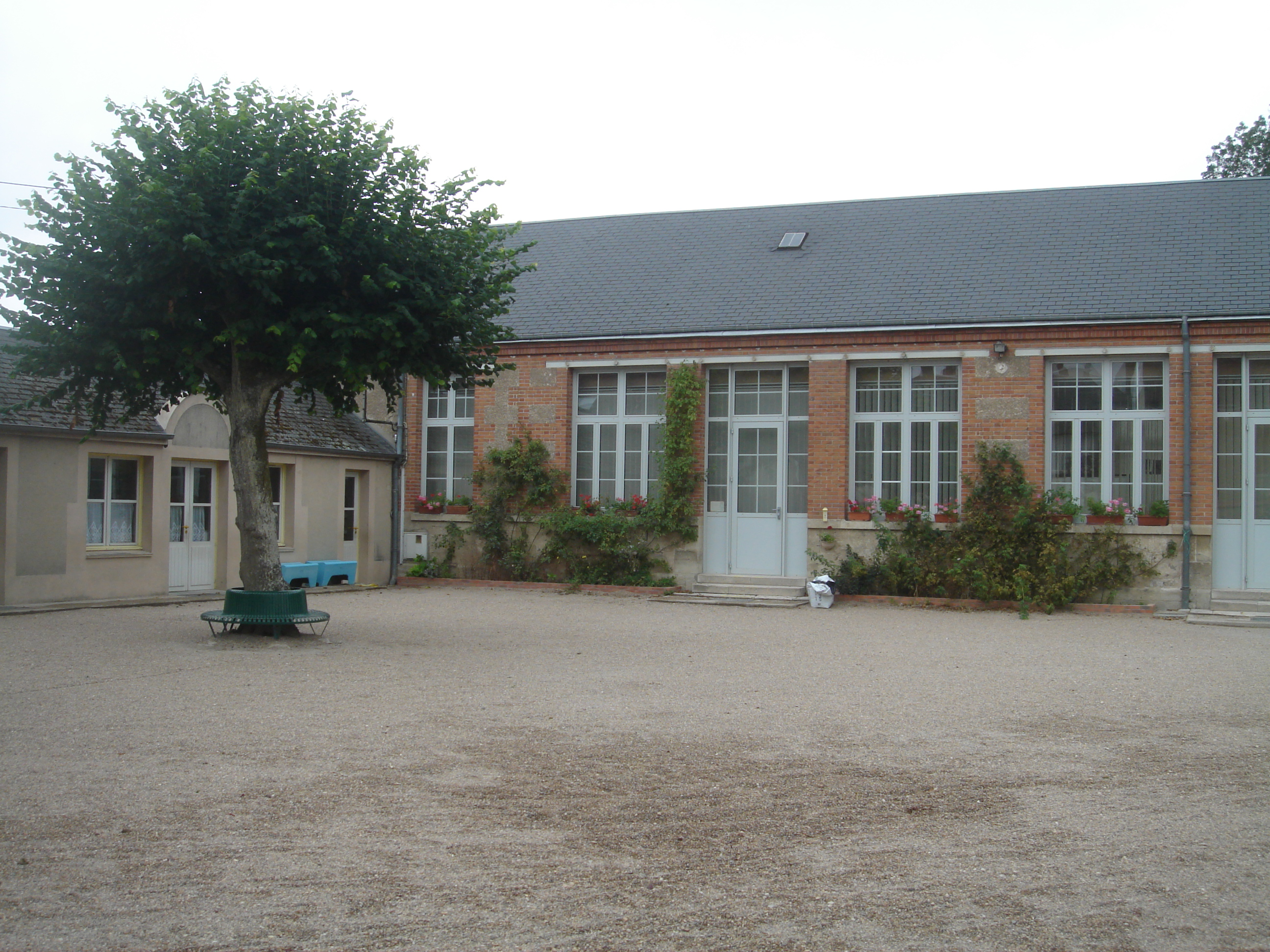
L'école primaire du faubourg Berry.

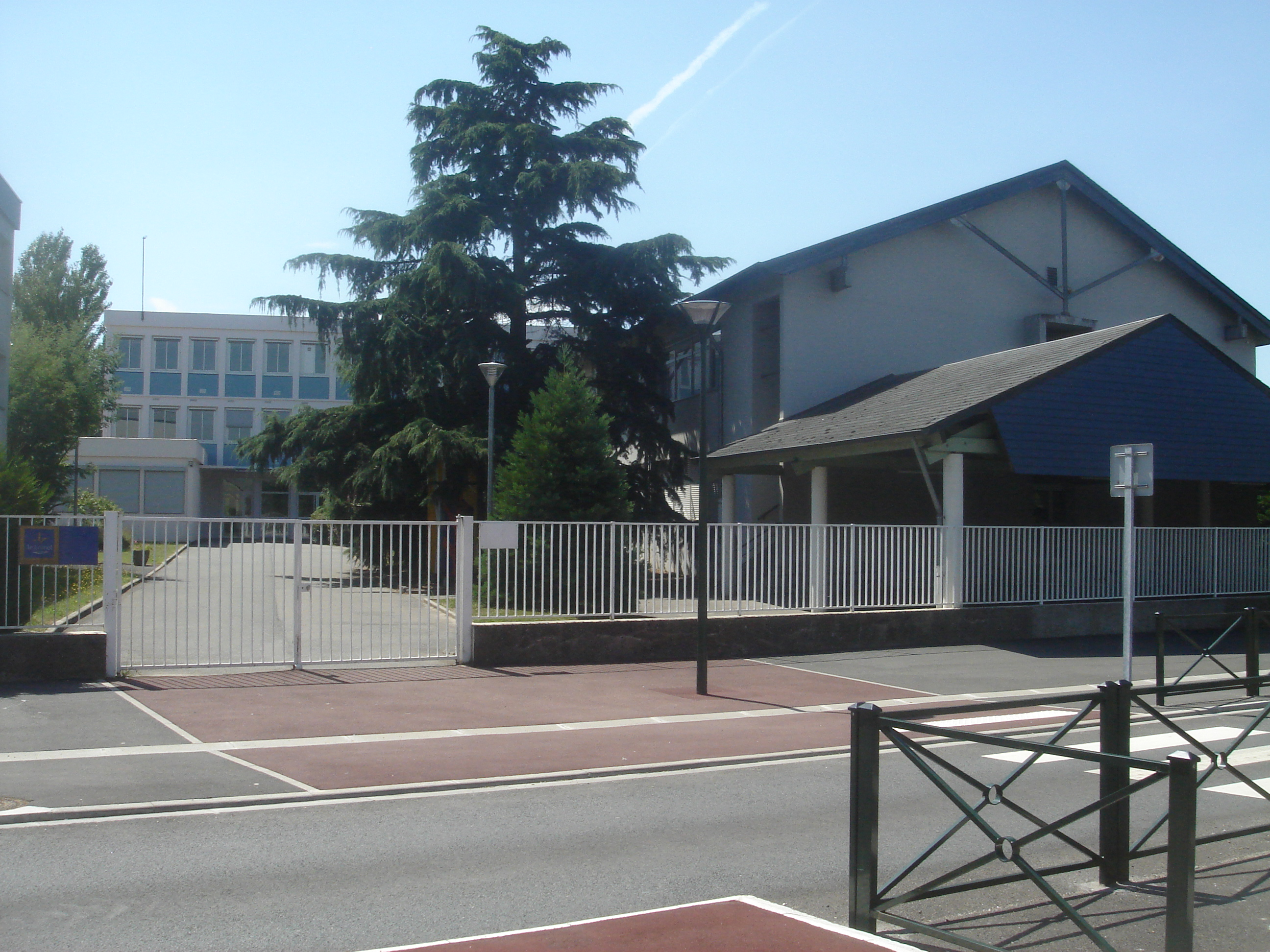
Le collège Le Clos-Ferbois.

Jargeau appartient à l'académie d'Orléans-Tours et à la circonscription de Châteauneuf-sur-Loire de l'inspection académique du Loiret ; la commune héberge quatre établissements publics, trois du premier degré et un du second degré. Il s'agit de l'école maternelle de la Tuilerie, des écoles élémentaires petites sections (CP-CE1), dites faubourg Berry, et grandes sections (CE2-CM1-CM2), dites Porte-Madeleine, et du collège Le clos-Ferbois,.
Le collège, situé rue Serin-Moulin, possède des classes de niveau 6e, 5e, 4e et 3e. Il propose une section bilingue allemand-anglais. L'établissement accueille les élèves des communes de Darvoy, Férolles, Jargeau et Saint-Denis-de-l'Hôtel. Le nombre d'élèves scolarisés dans l'établissement s'élève à la rentrée 2011 à 555 élèves. La chute observée entre les rentrées 2004 et 2005 est due à l'ouverture du collège Val de Loire de Saint-Denis-en-Val, ce dernier accueillant à présent les élèves de la commune de Sandillon précédemment scolarisés au collège de Jargeau.
| Évolution des effectifs du collège Le clos-Ferbois (1994-2011) | À la rentrée scolaire 2009, le taux de boursiers accueillis dans l'établissement était légèrement inférieur à celui observé au niveau départemental, 19,1 % contre 22,7 % ; 78 % des élèves entrés en 6e effectuent la totalité du parcours jusqu'à la 3e ; le taux de réussite au brevet des collèges y est de 80,2 % contre 83,9 % et 84,1 % aux niveaux départemental et académique. En fin de 3e, 56,7 % des élèves accèdent à une classe de seconde générale et technologique et 12,4 % à une classe de Seconde professionnelle. Les élèves du collège poursuivent leur cursus dans la filière générale et technologique sont affectés au lycée Voltaire d'Orléans. |

Les classes d'âge scolarisées de 18 ans et plus sont sous-représentées à Jargeau par rapport aux moyennes départementale et nationale. Par rapport à un milieu urbain (Orléans), on note une sur-représentation de la scolarisation des très jeunes enfants.
Répartition de la population scolarisée en pourcentage d'une classe d'âge en 2007
|         | 2 à 5 ans | 6 à 14 ans | 15 à 17 ans | 18 à 24 ans | 25 à 29 ans | 30 ans ou plus |
| ------- | --------- | ---------- | ----------- | ----------- | ----------- | -------------- |
| Jargeau | 73,8      | 99,3       | 98,7        | 39,9        | 3,3         | 0,5            |
| Orléans | 69        | 98,6       | 95,3        | 57,6        | 11,3        | 1,6            |
| Loiret  | 71,4      | 98,8       | 95,8        | 47,4        | 5,7         | 0,8            |
| France  | 75,4      | 98,9       | 96,3        | 51,7        | 7,6         | 1,0            |

On ne note pas de différences spectaculaires dans la répartition de la population en fonction du niveau d'études entre les moyennes départementale et nationale. Des différences plus significatives sont en revanche observables en comparant les taux gergoliens et orléanais, on note alors une sur-représentation de la classe CAP ou BEP et une sous-représentation dans la classe correspondante aux diplômes supérieurs à Bac+2.
Répartition en pourcentage de la population non scolarisée de 15 ans ou plus en fonction de son diplôme le plus élevé en 2007
|         | Aucun diplôme | Certificat d'études primaires | Diplôme national du brevet | CAP ou BEP | Bac ou brevet prof. | Bac +2 | Supérieur |
| ------- | ------------- | ----------------------------- | -------------------------- | ---------- | ------------------- | ------ | --------- |
| Jargeau | 17,5          | 12,7                          | 5,8                        | 28,1       | 14,8                | 11,8   | 9,3       |
| Orléans | 17,4          | 8,7                           | 6,4                        | 19,1       | 16,4                | 13,4   | 18,6      |
| Loiret  | 18,8          | 13,2                          | 6,1                        | 26,3       | 14,6                | 10,9   | 10        |
| France  | 19,1          | 12                            | 6,5                        | 24         | 15,4                | 11,1   | 12        |

### Manifestations culturelles et festivités
Le carnaval de Jargeau se déroule chaque année, les festivités durent huit ou neuf jours. Une fête foraine s'installe sur le boulevard Porte-Madeleine et les deux weekends sont marqués par des défilés de musiques, chars et grosses-têtes.
La confrérie des Chevaliers du goûte-andouille organise quatre manifestations chaque année. Depuis 1971, le concours international de la meilleure andouille se déroule en mars. La foire à l'andouille a lieu le 2e dimanche de juin. La foire à la brocante se tient le 1er dimanche d'août ; une brocante professionnelle a lieu sous la halle alors que le mail Carnot, la Grande-Rue et les places (Martroi, Grand-Cloître et Petit-Cloître) accueillent un vide-grenier. Enfin, la foire aux châts (châtaignes) se déroule à l'automne, le 4e dimanche d'octobre, il s'agit de la plus ancienne des manifestations gergoliennes, ses origines remontant au XIIe siècle.
Un tournoi de sandball est organisé en juin, depuis 1995 par le club de Jargeau Sport Handball. Le tournoi a lieu chaque année sur la plage du bord de Loire, en aval du pont. Un match de sandball oppose deux équipes de quatre joueurs autour d'un ballon similaire à celui du handball.
La Grande Table est organisée en juillet, depuis 2001, par l'union commerciale. Une longue table est dressée au milieu de la Grande-Rue piétonne, permettant de déguster les spécialités des commerçants de la ville.
Le feu d'artifice et la retraite aux flambeaux se déroulent le 1er week-end d'août, depuis les bords de Loire, en aval du pont.
Jargeau plage, depuis 2010, en juillet et en août.

### Santé
Médecine générale : trois médecins (dont 2 médecins salariés de la Communauté de communes des Loges) sont répartis sur deux cabinets médicaux ; odontologie : deux chirurgien-dentistes ; pharmacie : les deux pharmacies se situent dans la Grande-Rue piétonne ; quatre kinésithérapeutes ; un orthophoniste ; soin infirmier : quatre infirmières ; une sage-femme; un pédicure-podologue ; un cabinet de réflexologie plantaire et de shiatsu.
Jargeau accueille les éducateurs, puéricultrices, médecins, psychologues, assistantes sociales et conseiller du pôle emploi de l'unité territoriale de solidarité de l'Est-Orléanais.

### Sports et loisirs

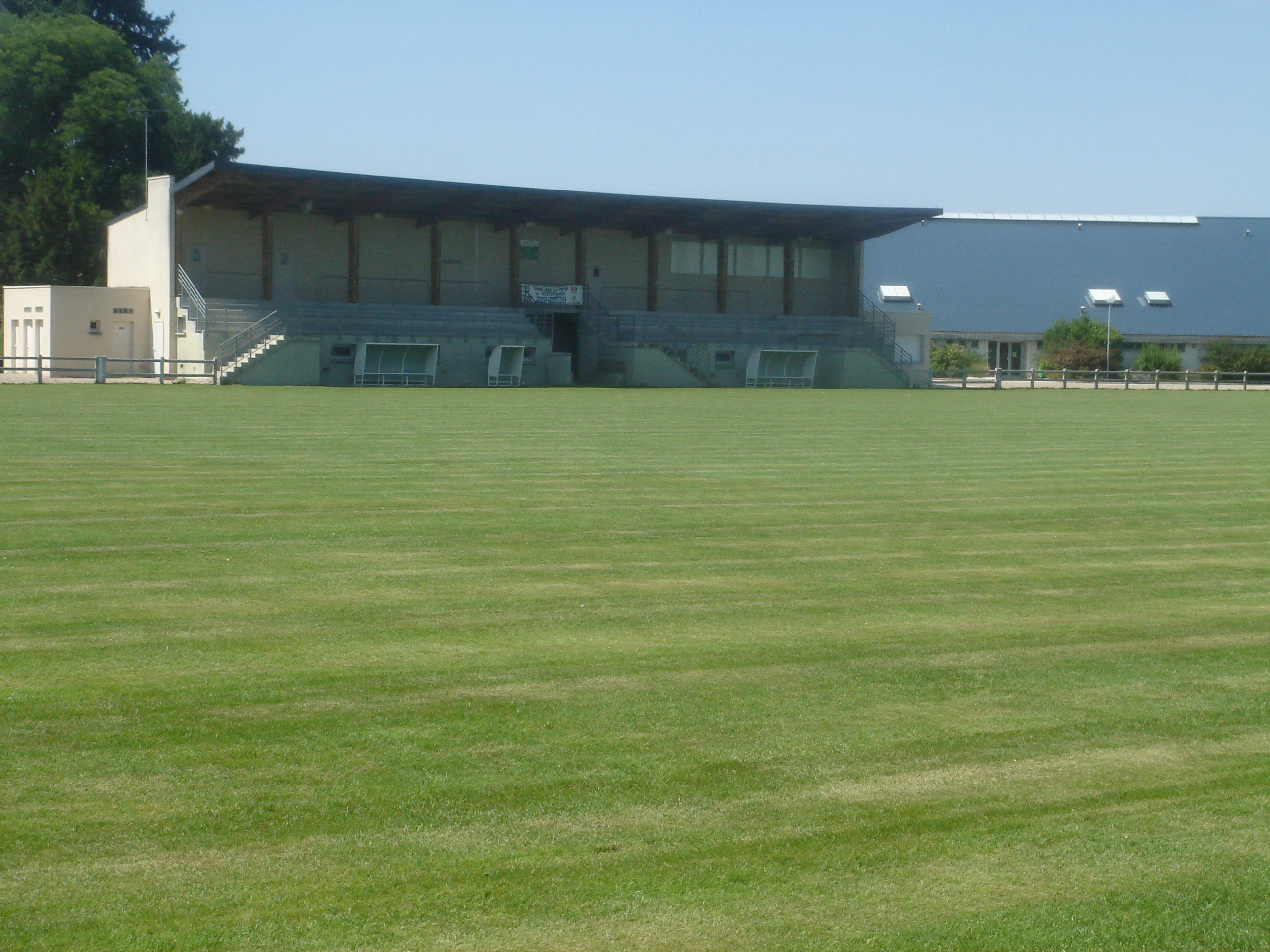
Le stade de la Cherelle.

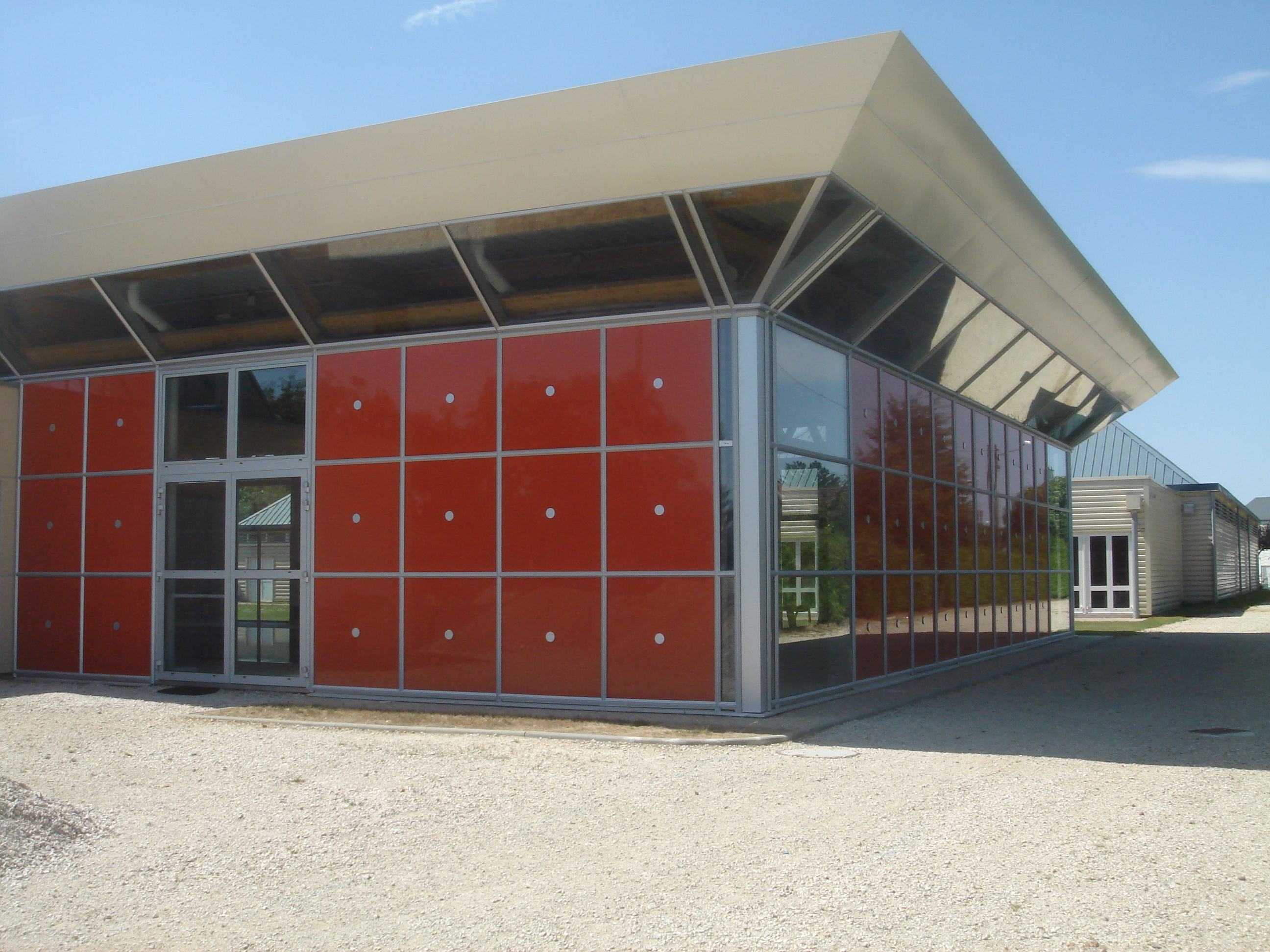
Bassin d'apprentissage de natation.

Jargeau compte plusieurs associations et clubs sportifs parmi lesquelles on peut citer : Jargeau sport handball, Jargeau sport tennis, Jargeau sport Saint-Denis-de-l'Hôtel badminton (créé en 1996), Les foulées du bord de Loire de Jargeau (course à pied), l'Amicale billard Jargeau, l'ablette de Jargeau (pêche), l'ABJSD (pétanque), le Football club Jargeau / Saint-Denis-de-l'Hôtel issu de la fusion entre Jargeau sport football (créé en 1936) et l'US Saint-Denis-de-l'Hôtel.
Le stade municipal de la Cherelle possède deux salles omnisports, quatre courts de tennis non couverts, deux terrains de football, un dojo et un bassin d'apprentissage fixe de natation.
La 19e étape du Tour de France 1973 et la deuxième étape de Paris-Nice 2022 ont emprunté le territoire de la commune.

### Médias

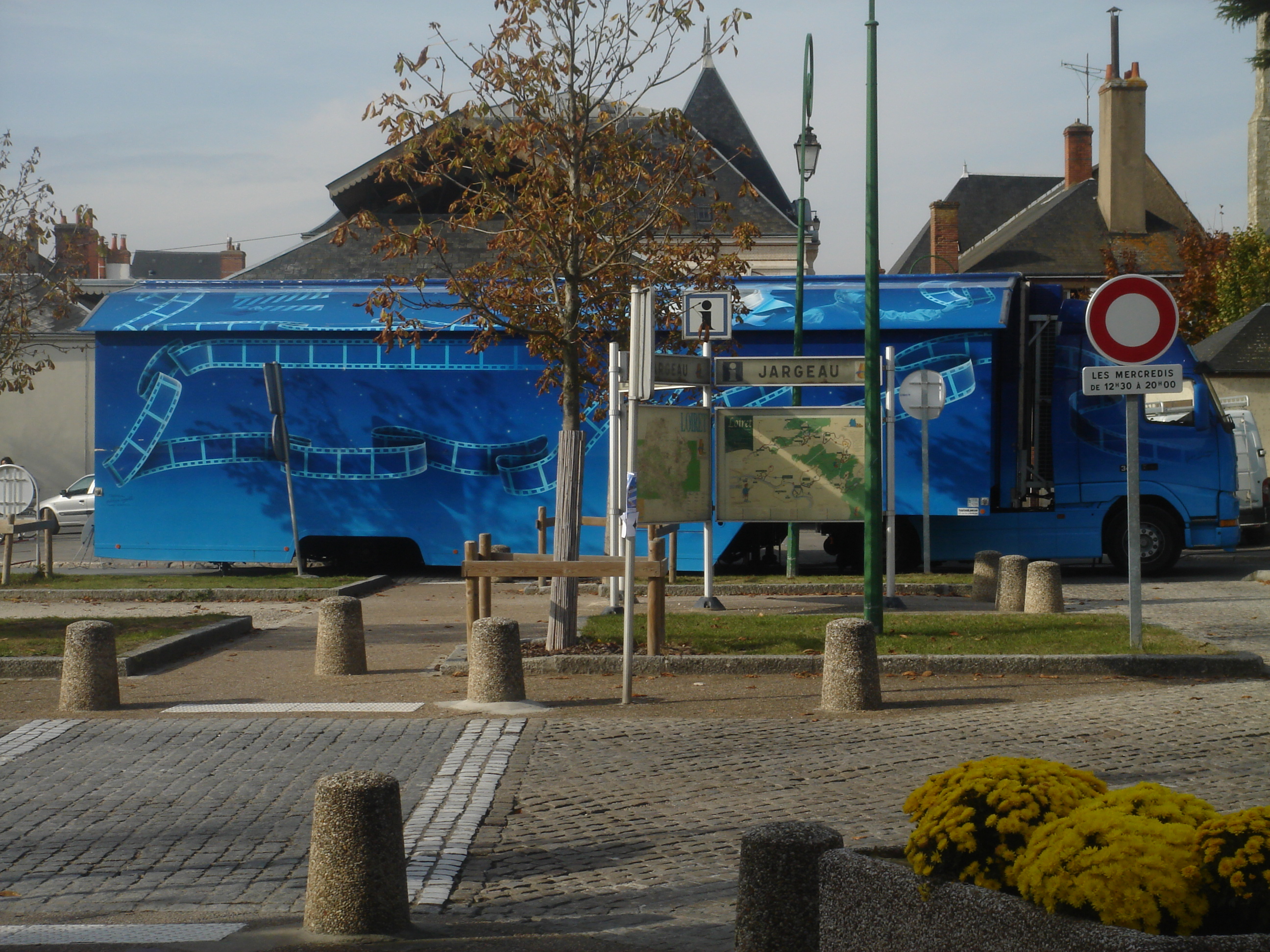
Le cinémobile sur le boulevard Carnot.

Le bulletin municipal parait au début de chaque année depuis 1972. Par ailleurs, deux organes de presse publient régulièrement une rubrique sur la commune et son canton, il s'agit du quotidien La République du Centre et de l'hebdomadaire Le Journal de Gien.
La radio France Bleu Orléans, ainsi que la télévision France 3 Paris Île-de-France Centre relaient les informations relatives au canton de Jargeau. Le pylône TDF couvrant la zone de Jargeau et permettant de capter les programmes de radio et de télévision se situe à Traînou.
La commune ne possède pas de salle de cinéma fixe mais bénéficie une fois par mois, depuis le milieu des années 1980, du passage du Cinémobile, une salle de cinéma itinérante d'une centaine de places, installée dans un camion.
Avant l'installation d'une bibliothèque fixe, Jargeau bénéficiait du passage d'un bibliobus. Dans les années 1980, la bibliothèque municipale a été installée derrière la poste, dans une annexe de la Chanterie.
La ville possède un site Internet officiel depuis le 2 août 2001.

### Cultes
La messe est célébrée le dimanche matin à l'église catholique Saint-Étienne. La paroisse de Jargeau relève du diocèse d'Orléans.

## Économie

### Revenus de la population et fiscalité
En 2008, le revenu fiscal médian par ménage était légèrement supérieur à Jargeau par rapport à la moyenne observée au niveau du Loiret ; le revenu net déclaré moyen par foyer fiscal, en revanche était légèrement inférieur à la moyenne départementale.
Données relatives aux revenus en 2008
|         | Revenu net déclaré moyen par foyer fiscal | Foyers fiscaux imposables en % de l'ensemble des foyers fiscaux | Médiane du revenu fiscal des ménages par unité de consommation |
| ------- | ----------------------------------------- | --------------------------------------------------------------- | -------------------------------------------------------------- |
| Jargeau | 23 354 €                                  | 57,9 %                                                          | 19 285 €                                                       |
| Loiret  | 23 469 €                                  | 58,5 %                                                          | 18 904 €                                                       |

### Emploi
En 2007, on comptait 1 378 emplois dans la commune et 3 612 dans l'unité urbaine.
La répartition par secteurs d'activité des emplois à Jargeau fait apparaître le poids du secteur commerce, transports et services divers à un niveau comparable à ceux observés tant au niveau du département que du pays. Par rapport aux échelons supérieurs, on remarque une sur-représentation de l'emploi industriel et une sous-représentation des emplois liés à l'administration publique, l'enseignement, la santé ou l'action sociale. Par ailleurs, la part relative à l'agriculture est très faible.
Répartition des emplois en pourcentage par secteur d'activité en 2007
|               | Agriculture | Industrie | Construction | Commerce, transports, services divers | Administration publique, enseignement, santé, action sociale |
| ------------- | ----------- | --------- | ------------ | ------------------------------------- | ------------------------------------------------------------ |
| Jargeau       | 1,1         | 23,7      | 8,1          | 42                                    | 25                                                           |
| Unité urbaine | 1,4         | 48        | 5,6          | 29,1                                  | 15,9                                                         |
| Loiret        | 2,6         | 18,8      | 7            | 42,7                                  | 28,9                                                         |
| France        | 3,1         | 14,8      | 6,8          | 45,1                                  | 30,3                                                         |

La répartition par catégories socioprofessionnelles des emplois à Jargeau fait apparaître une sous-représentation des « cadres et professions intellectuelles », une nette sur-représentation des « artisans et commerçants » et, dans une moindre mesure, des « employés et ouvriers » par rapport au Loiret et à la France métropolitaine.
Répartition des emplois en pourcentage par catégories socioprofessionnelles en 2007
|               | Agriculteurs | Artisans, commerçants, chefs d'entreprise | Cadres, professions intellectuelles | Professions intermédiaires | Employés | Ouvriers |
| ------------- | ------------ | ----------------------------------------- | ----------------------------------- | -------------------------- | -------- | -------- |
| Jargeau       | 0            | 11,1                                      | 9,2                                 | 17,5                       | 32,6     | 29,6     |
| Unité urbaine | 0,7          | 5,6                                       | 13,1                                | 23,9                       | 21,7     | 35       |
| Loiret        | 1,5          | 4,9                                       | 13,7                                | 25,3                       | 27,9     | 26,7     |
| France        | 2,1          | 5,9                                       | 15,8                                | 24,8                       | 28,5     | 22,9     |

### Agriculture
La surface agricole utile gergolienne a décru de 377 ha en 1988 à 279 ha en 2000 dont 246 ha consacrés aux grandes cultures et 29 ha destinés aux fruits et légumes. En 2000, la surface agricole utile moyenne par exploitation est de 13 ha.

### Commerce
Les commerçants de la ville sont regroupés au sein d'une association loi de 1901, l'union commerciale, industrielle et artisanale (UCIA). Un marché (alimentaire et textile) a lieu toute l'année, les mercredi après-midi autour de la halle et de la mairie. Par ailleurs, deux supermarchés (généraliste et bricolage) sont implantés dans le lotissement de la Tuilerie. Le premier supermarché (enseignes Bravo!, Atac puis aujourd'hui Simply, du groupe Auchan) fut implanté en lieu et place d'une scierie.

### Zone industrielle
La zone d'activités des Cailloux est située à l'est de la commune. Elle est aujourd'hui quasi-saturée et classée en zone inondable. Outre le groupe Zéfal et les services techniques municipaux installés dans l'ancien centre de tri de La Poste, elle héberge principalement des petites et moyennes entreprises. La zone est délaissée depuis la création, au nord de la Loire, de la zone d'activités de la Communauté de communes des Loges, plus accessible et plus vaste et hors de la zone inondable.
Zéfal est une société spécialisée dans la fabrication d'accessoires de cycles. C'est l'unique grande entreprise de la commune. Son histoire débute à Paris, en 1935, deux sociétés alors indépendantes, Poutrait et Morin fusionnent et viennent ouvrir une usine à Jargeau. L'entreprise Poutrait-Morin deviendra alors un des leaders mondial de la pompe à vélo dans les années 1980 puis adoptera le nom de l'une de ses marques phares, Zéfal, dans les années 1990. La commune héberge dans le parc industriel des Cailloux l'un des sites de production de la marque ainsi que son siège social.

## Culture locale et patrimoine

### Lieux et monuments

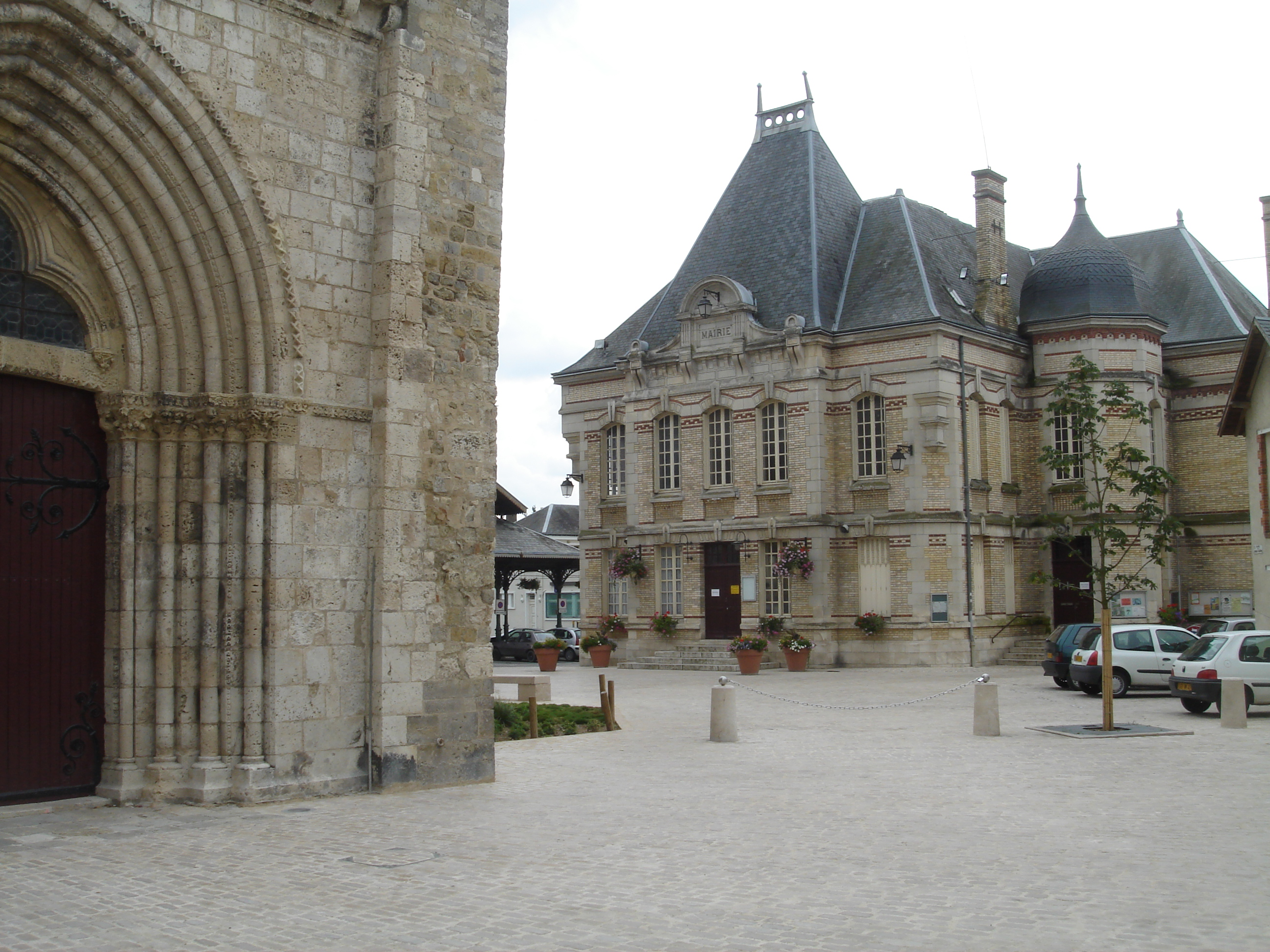
L'église et la mairie sur la place du Grand-Cloitre.

#### L'église et la mairie
L'église et la mairie se situent, face à face, sur la place du Grand-Cloître.
L'église Saint-Étienne trouve ses origines au Xe siècle et porta successivement les vocables de Sainte-Croix, Saint-Vrain et Saint-Étienne. Elle est partiellement classée monument historique,.
La mairie de Jargeau est un bâtiment datant du début du XXe siècle.

#### Les vieux quartiers

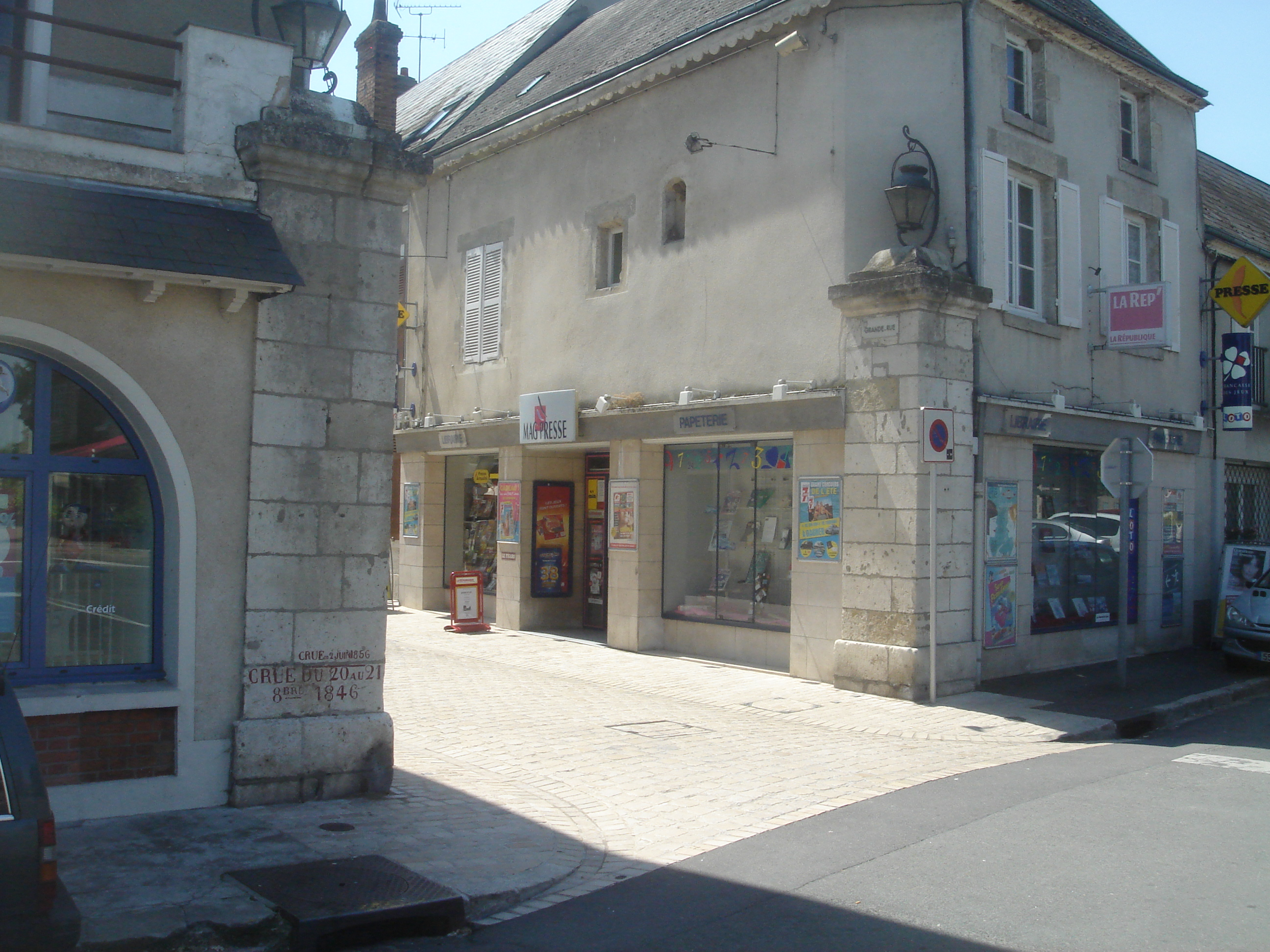
L'ancienne porte de l'entrée Nord.

Jargeau fut naguère organisé autour de son quartier canonial qui n'est plus visible aujourd'hui. Il s'étendait de part et d'autre de l'église actuelle : au nord, par « le château de l'évêque » (quelques restes du bâti dans le musée Oscar Roty, et la maison suivante), au sud, jusqu'à la maison des chantres (actuelle Chanterie, hébergeant la Maison de Loire du Loiret et l'office de tourisme). À l'emplacement du presbytère actuel se trouvait l'Hôtel-Dieu (dit l'hospice). L'existence de l'Hôtel-Dieu est attestée au XVIe siècle, il fut occupé pendant la Révolution française par la municipalité puis de nouveau Hôtel-Dieu en 1818. Sa chapelle fut détruite en 1818 pour la construction du presbytère actuel,. Véritable ville dans la ville, le souvenir du quartier canonial est conservé dans la trame du plan cadastral d'aujourd'hui.
Les vieux quartiers d'aujourd'hui sont distribués autour des places du Grand-Cloître, du Petit-Cloître et du Martroi ainsi que dans les petites rues adjacentes à la Grande-Rue. Les places ont été rénovées en 2006. Sur la place du Martroi, une statue  représente Jeanne d'Arc blessée au cours du siège de Jargeau. Cette statue en bronze fut achevée en 1895 puis inaugurée en 1898. Il s'agit d'un don de Georges Dupuis à la ville. L'œuvre a été réalisée par le sculpteur Alfred-Désiré Lanson. Les anciennes portes de la ville médiévale, la Porte-Madeleine (XVe siècle) et la Porte-Berry, ouvertes dans les anciens remparts, ont subsisté. Sur le mail adjacent à la Porte-Madeleine, le monument aux morts porte les noms des combattants gergoliens décédés pendant les deux Guerres mondiales.
Derrière la mairie se dresse La Chanterie, un ancien hôtel particulier de style néo-gothique, accueillant aujourd'hui la Maison de Loire du Loiret, l'office de tourisme, la bibliothèque municipale, la confrérie des chevaliers du goûte-andouille, le conservatoire du patrimoine naturel de la région Centre, les sociétés de jumelage. La Chanterie a été acquise par la municipalité de Jargeau dans les années 1980. Elle appartenait auparavant à la famille de Jacques Piédon, un ancien notaire et maire de Jargeau. Elle fut bâtie à l'emplacement de la maison des chantres, les chanteurs de l'office religieux, d'où son nom de Chantrerie, devenu Chanterie.
Les halles métalliques datent de 1884 et furent inaugurées à Pâques de la même année. La toiture (toit à longs pans) repose sur 24 colonnes de fonte. La ville disposait d'une seconde halle, la halle aux fromages, sur le boulevard Jeanne-d'Arc. Construite en 1894, elle est aujourd'hui détruite.
La Grande-Rue piétonne est la principale rue commerçante de la ville.
Jargeau héberge un musée et une fondation dédiés à Oscar Roty, le créateur de la Semeuse, qui illustra de nombreux timbres et monnaies. Ils sont accolés à l'église, sur la place du Petit-Cloître. À la place actuellement occupée par le musée Roty, la chapelle Sainte Geneviève fut édifiée au début du XVIe siècle. Elle fut restaurée en 1602 par Robert du Rant. En 1858, la chapelle fut détruite et remplacée par l'écurie de l'auberge "À l'image de Saint-Vrain", elle-même remplacée par un clapier en 1875.
Le château de la Cherelle situé dans l'enceinte du stade municipal, accueille notamment l'école de musique.

### La Loire et ses abords

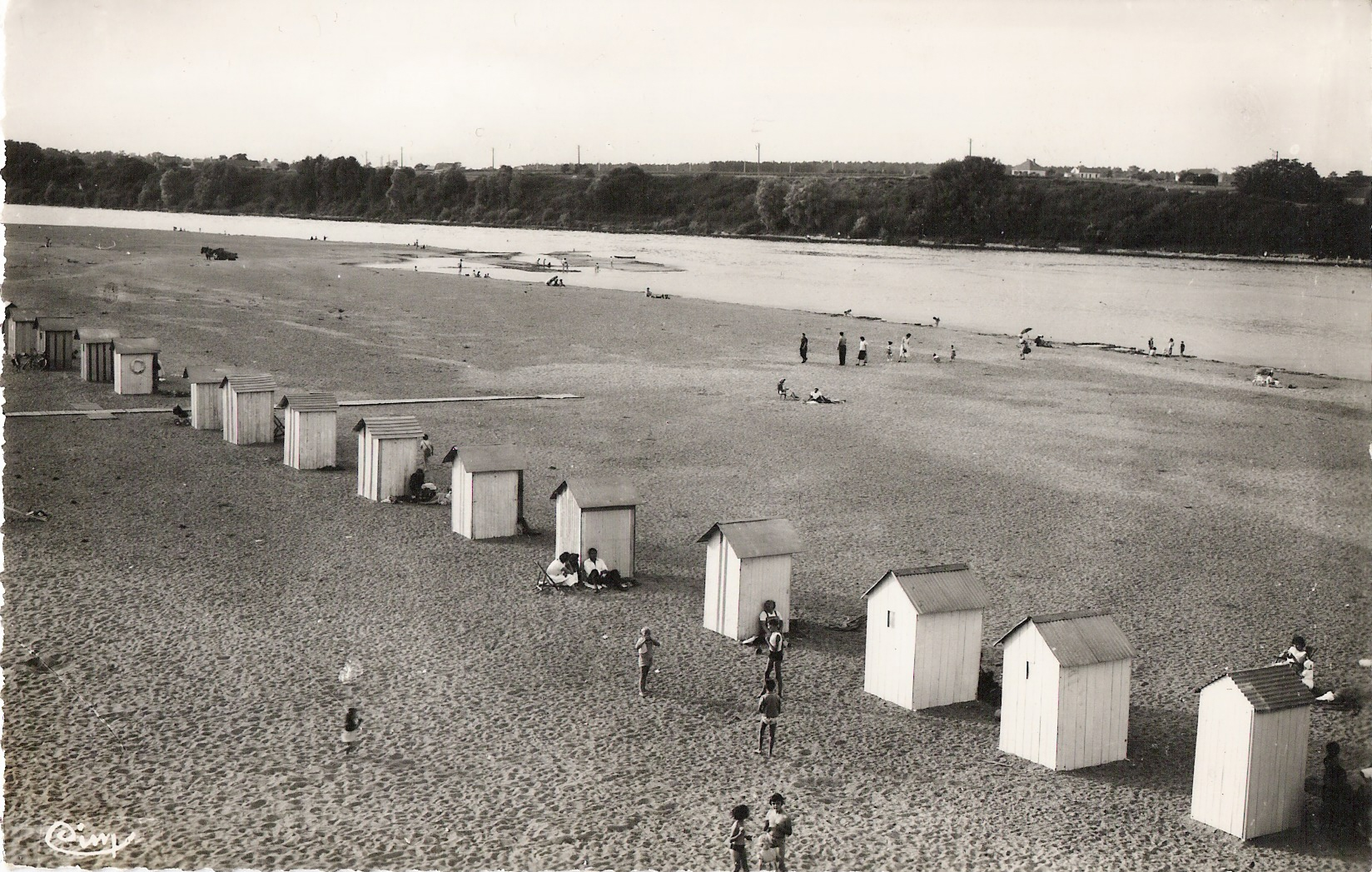
La plage des années 1950.

Le pont de Jargeau franchit la Loire et relie la ville à Saint-Denis-de-l'Hôtel. Il s'agit d'un pont à ossature mixte, en acier et béton, de 323 mètres de long et 10 mètres de large, emprunté par la route départementale 921. Sa construction a débuté en 1987. Il est inauguré le 16 septembre 1988. Le pont actuel a remplacé un ancien pont suspendu, situé plus en aval, à la suite de l'effondrement d'un pont du même type, durant l'hiver 1985, à Sully-sur-Loire. La culée de l'ancien pont a été conservée et aménagée en belvédère, elle est surnommée le « coin menteux ». Ce pont suspendu avait pris la succession d'un pont de pierre situé plus en amont.
Une partie du territoire de la commune est située dans la zone de protection spéciale vallée de la Loire du Loiret du réseau Natura 2000.
Des digues de protection sont dressées de part et d'autre du lit de la Loire pour protéger la ville en cas de crue. Dans le centre-ville, elles sont renforcées par un mur de pierre surmonté d'un chemin : le cordon. Une arche, prolongée d'une rampe inclinée en pierre, est percée dans le mur du cordon, appelée arche à Barrault qui reliait le port à la ville. En aval (vers le camping, Darvoy et Sandillon) ainsi qu'en amont (vers la zone d'activité des Cailloux puis Ouvrouer-les-Champs), la digue est nommée levée de la Loire. Il existe également une levée dite d'enceinte sur la quasi-totalité du pourtour de la ville. À Jargeau, le sous-sol de la Loire est constitué d'un calcaire qui se dissout sous l'effet des eaux souterraines, ce qui conduit régulièrement à des effondrements au niveau de la levée et du cordon. En 2004, la levée a dû être consolidée par la mise en place d’un rideau de palplanches, structures métalliques d'environ quinze mètres de haut, enfoncées dans le sol. Les fondations du mur du cordon ont également dû être consolidées par injection de ciment.

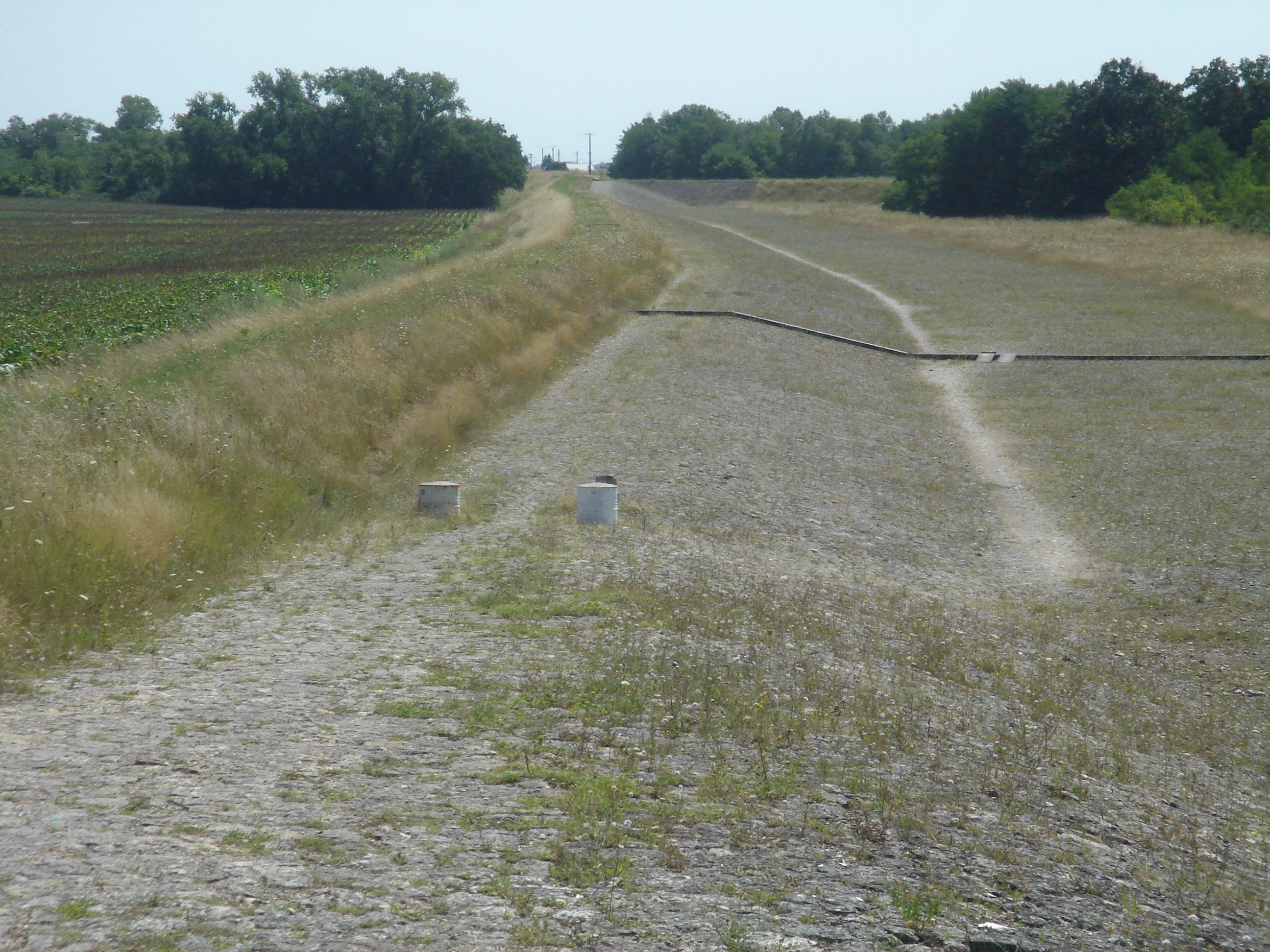
Le déversoir.

Le déversoir de Jargeau est un ouvrage de protection destiné à protéger les villes en cas de crue de la Loire. Il fut aménagé en 1882, à l'est de la commune à l'emplacement des brèches ouvertes dans la levée par les crues de 1846, 1856 et 1866. Long de 715 mètres, il est rehaussé par une banquette de terre fusible haute de 1,75 mètre. Si le débit de la Loire devenait supérieur à 6 000 m3/s, l'eau entraînerait alors la terre de la banquette et inonderait le val, limitant alors les dégâts en aval en protégeant en particulier l'agglomération orléanaise
Le camping municipal de l’isle aux moulins est un camping deux étoiles. Il possède environ 200 emplacements (camping-caravaning), dans un espace boisé, sur les bords de Loire, en aval du pont.
L'ancienne maison du cantonnier de Loire, la maison du cordon, héberge un gîte d'étape. Ce bâtiment communal était naguère occupé par les services de l'État chargés de l'entretien du fleuve ou par le gardien du camping municipal. Il est aujourd'hui classé parmi les gîtes de France et est géré par la Maison de Loire. Il est situé entre le camping et le pont, sur le chemin de grande randonnée de Pays Val de Loire, à proximité du sentier de grande randonnée 3.
Dans l'ouest de la commune, un sentier destiné à découvrir la flore et la faune ligériennes a été aménagé sur le site des boires de la Mothe.

### Équipements culturels

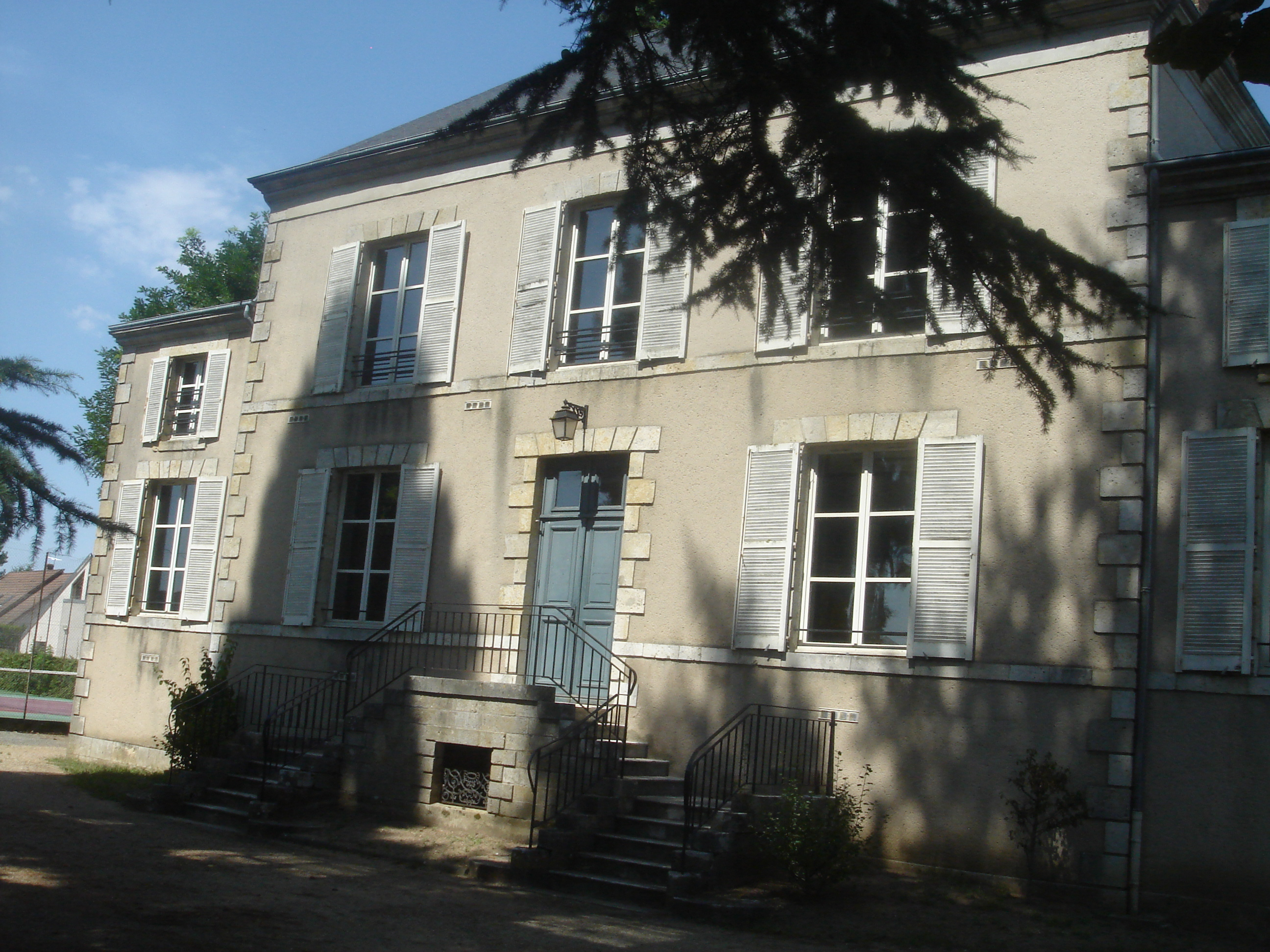
Le château de la Cherelle.

L'école de musique est hébergée dans le château de la Cherelle ; la chorale de la Rabolière, créée en 1981, a enregistré deux albums : 15 ans… En chantant ! en 1997 et C'est beau la vie… en 2003. Enfin, le groupe des bargeots de Jargeau forme une banda qui a vu le jour en 1986.
La Maison de Loire du Loiret, installée dans la Chanterie et porteuse des labels « Protection de la nature et environnement » et « Jeunesse et éducation populaire », a été créée en juin 1987. Elle organise des expositions ainsi que diverses animations permettant de découvrir le fleuve, sa faune, sa flore, ses métiers, les crues passées et les risques de crue actuels. Elle dispose également d'un fonds documentaire consacré au fleuve.

### Patrimoine culturel
Jargeau constitua l'une des étapes de l'épopée de Jeanne d'Arc, à ce titre, elle appartient à l’association des villes johanniques dont la mairie de la commune héberge le siège social de l'association.

### Gastronomie
L'andouille de Jargeau est la spécialité la plus renommée de la ville, qui s'enorgueillit du titre de « Capitale de l'andouille ». Elle est élaborée avec 60 % de viande de porc et 40 % de tripes. Historiquement, il semblerait que l'andouille de Jargeau existe depuis l'époque gallo-romaine. Il s'agissait alors d'une méthode de conservation consistant à tasser de la chair un peu cuite dans un boyau. Au XVe siècle, les évêques offrirent aux Gergoliens une exonération sur la fabrication de cette andouille pour les remercier d'avoir aidé Jeanne d'Arc. Depuis, la confrérie des Chevaliers du Goûte-andouille de Jargeau, réactivée en 1970, maintient la tradition et organise le concours international de la meilleure andouille chaque année,.
Le gergolien est un gâteau à base de pâte d'amande à l'orange.
Les langues de femmes sont des tuiles aux amandes et aux noisettes,.
La saumon'douillette est une spécialité préparée à base de saumon frais et de saumon fumé.

### Personnalités liées à la commune

#### Guerre de Cent ans
La guerre de Cent Ans fait entrer Jargeau dans la Grande histoire, notamment avec la bataille de Jargeau. Plusieurs personnalités sont liées à cette bataille  : Jeanne d'Arc (1412-1431), délivre la ville des Anglais en 1429 et est secondée par ses compagnons : Jean V de Bueil (1406-1477) ; André de Lohéac (1408-1486) ; Guy XIV de Laval (1406-1486) ; Gilles de Rais (1404-1440) surnommé Barbe-Bleue ; Louis Ier de Bourbon-Vendôme (1376-1446) ; Ambroise de Loré (1395-1446). D'autre part, le mercenaire Étienne de Vignolles (1390-1443) dit "La Hire", et Jean Poton de Xaintrailles (vers 1390-1461) participent également à la bataille. Jean de Dunois (1402-1468) joint la troupe dont il est capitaine à celles  de Jean II d'Alençon et commande la bataille de Jargeau. Le capitaine William de la Pole, duc de Suffolk (1396-1450), dirige les troupes anglaises qui occupent Jargeau et est capturé par Guillaume Renault, un gentilhomme que le comte adouba chevalier afin de ne pas subir la honte d'avoir été pris par un simple écuyer. Cet adoubement lors de la bataille de Jargeau est même repris par l'écrivain Alexandre Dumas, dans son œuvre Jehanne la Pucelle.

#### Des rois à Jargeau
Charles VII vient à Jargeau en 1430 où il conclut le mariage de sa fille avec le duc d'Autriche.
Le roi Louis XI (1423-1483), fils de Charles VII, signe lui aussi à Jargeau le contrat de mariage de sa fille ainée Anne (1461-1522) et de Pierre de Beaujeu (1438-1503) en 1473.

#### Personnes politiques
Albert Viger (1843-1926) est un  ancien député et sénateur du Loiret. Il a été ministre de l'Agriculture sous la Troisième République pendant trois périodes : du 11 janvier 1893 au 26 janvier 1895, du 1er novembre 1895 au 29 avril 1896 et du 28 juin 1898 au 22 juin 1899, commandeur de la Légion d'honneur.

#### Oscar Roty, graveur de la Semeuse
Oscar Roty (1846-1911) est un dessinateur français de monnaies et de timbres, graveur de médailles, membre de l'Académie des beaux-arts en 1888, grand prix de l'Exposition universelle de 1889, commandeur de la Légion d'honneur. Il est l'auteur de la Semeuse ornant les pièces de monnaie et les timbres français. Le musée et la fondation Oscar-Roty ont été créés à Jargeau en son honneur.

#### Personnes nées ou décédées à Jargeau
- Drouet de Dammartin ou Dreux de Dammartin (XIVe-1413), sculpteur et architecte français, père de Jean de Dammartin, termine sa vie à Jargeau[154].
- Jean de Dammartin ou Jehan de Dampmartin (fin XIVe-1453), architecte français, né à Jargeau. Il est notamment maitre d'œuvre lors de la construction de la cathédrale du Mans en 1421 puis de la cathédrale de Tours en 1432[155].
- Jeanne Chauvin (1862 - 1926), avocate française, née à Jargeau.
- Octave Denis Victor Guillonnet (1872 - 1967), peintre français, passe son enfance dans la commune.
- Charles Genty (1875 - 1956), caricaturiste, illustrateur et peintre français, chevalier de la Légion d'honneur, est né à Jargeau[156].
- Michel Régnier, réalisateur, directeur de la photographie et monteur, romancier et poète franco-québécois est né en 1934 à Jargeau.
- Élisabeth Lerminier, journaliste française née à Jargeau en 1947.

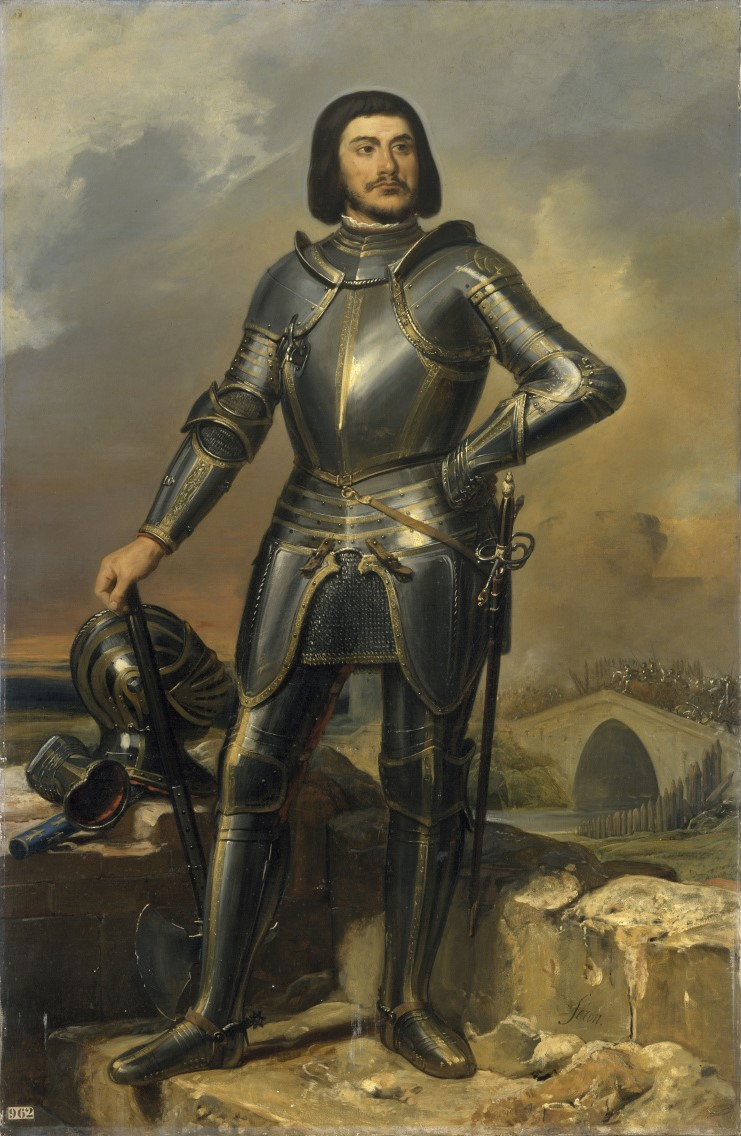
Gilles de Rais.
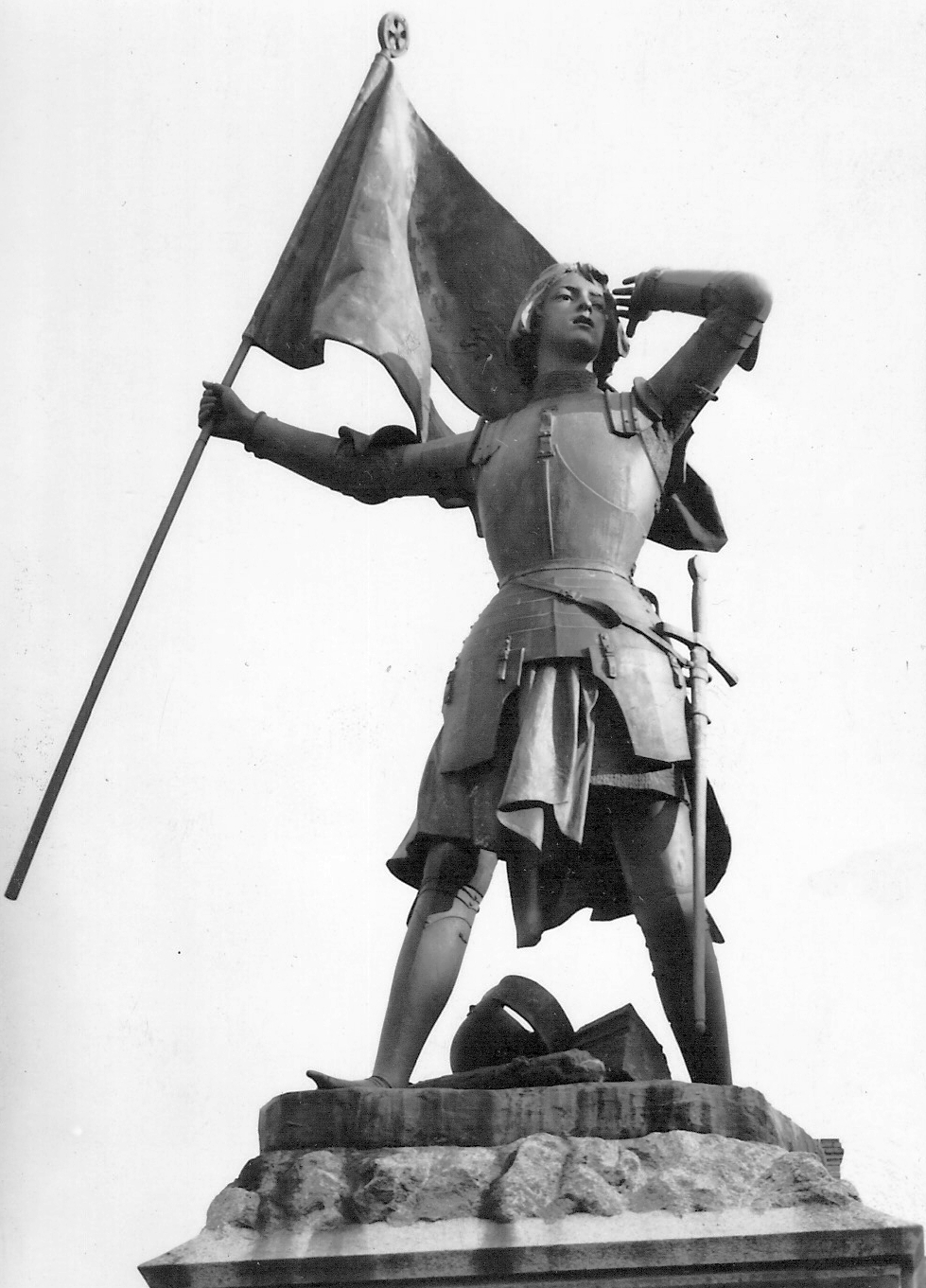
Statue de Jeanne d'Arc d'Alfred Lanson.
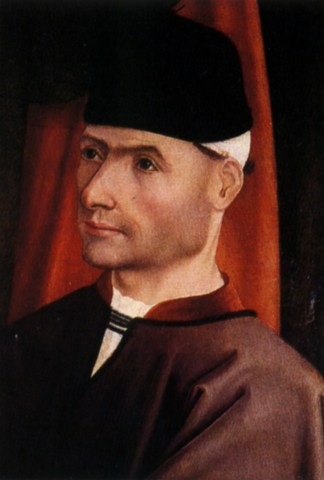
Jean de Dunois.
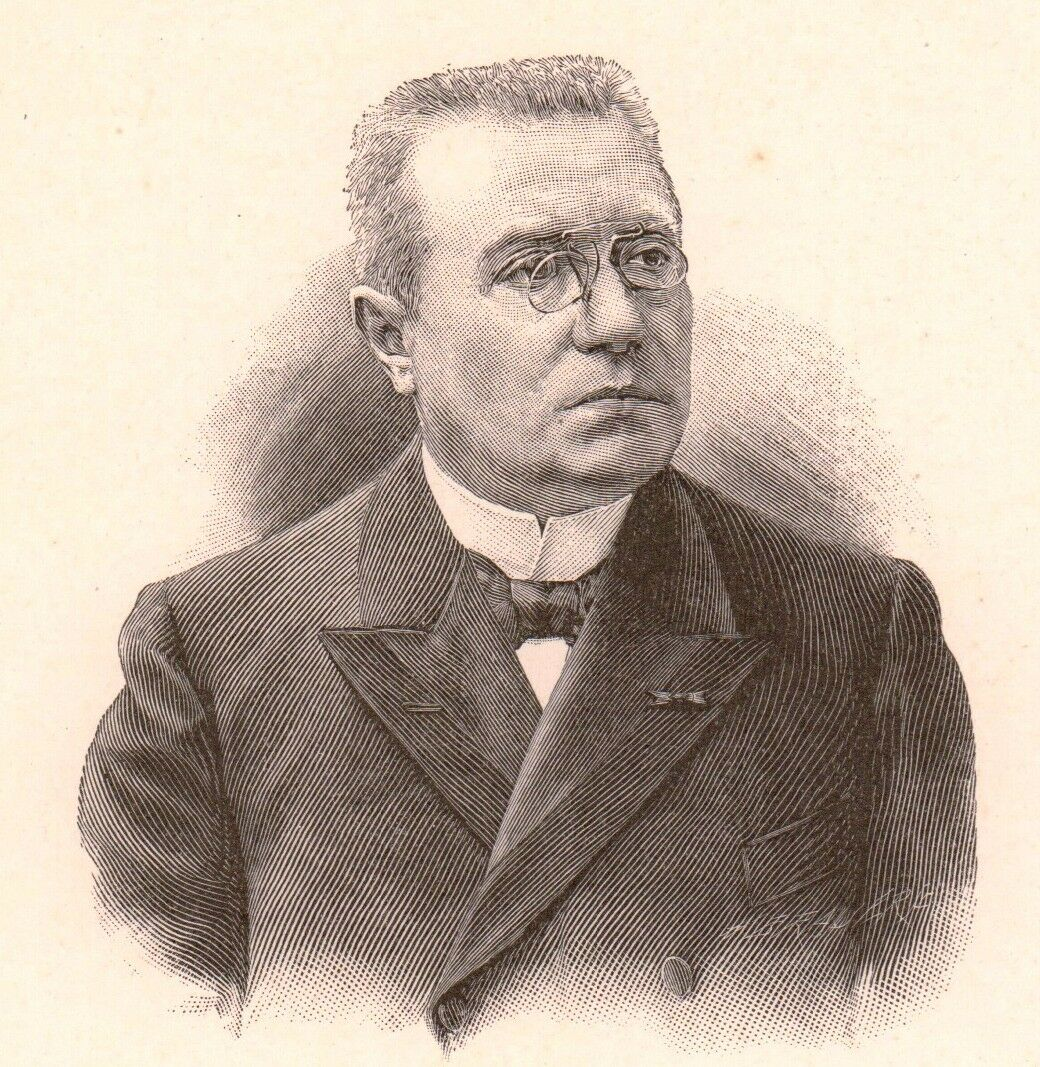
Albert Viger.
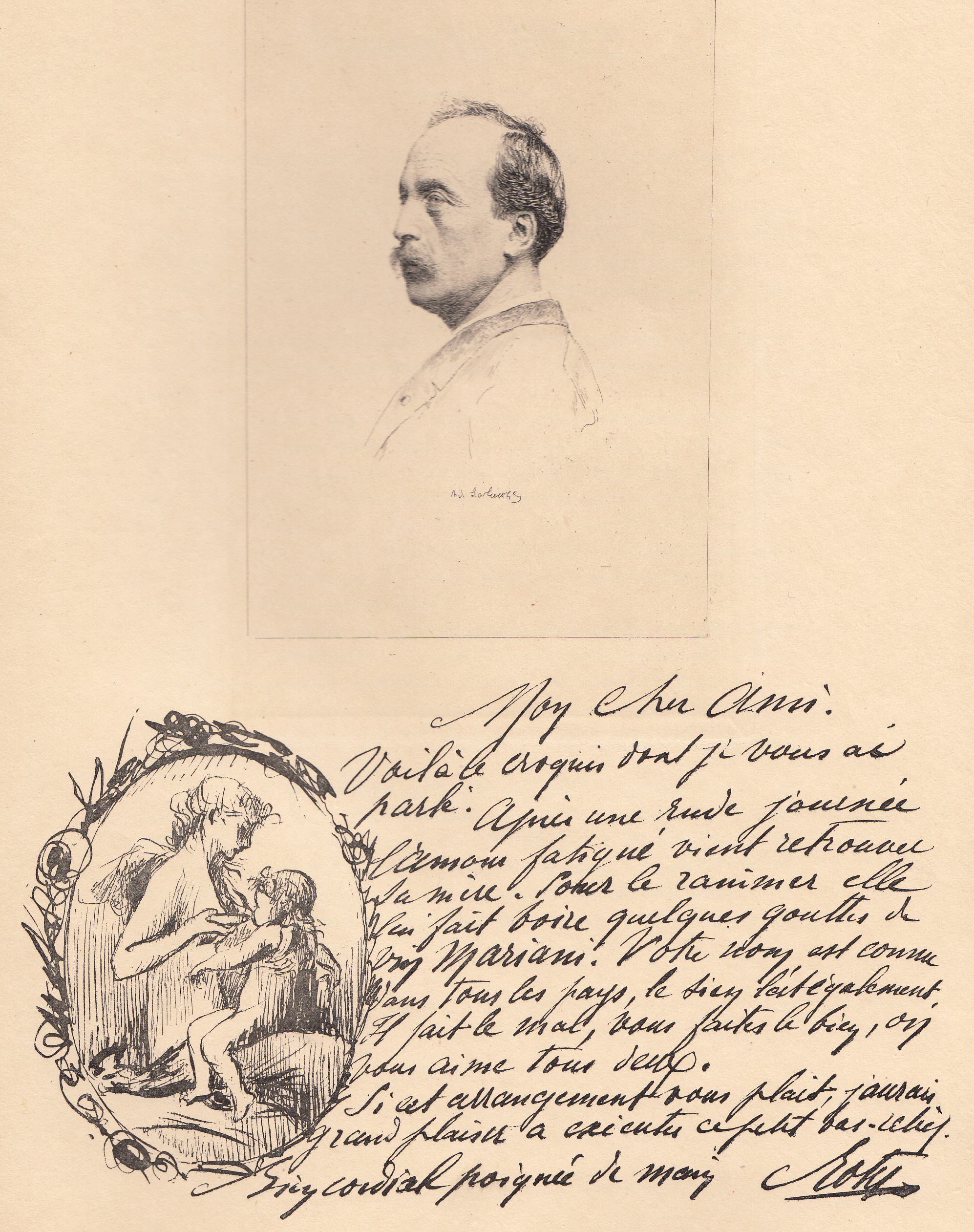
Oscar Roty.
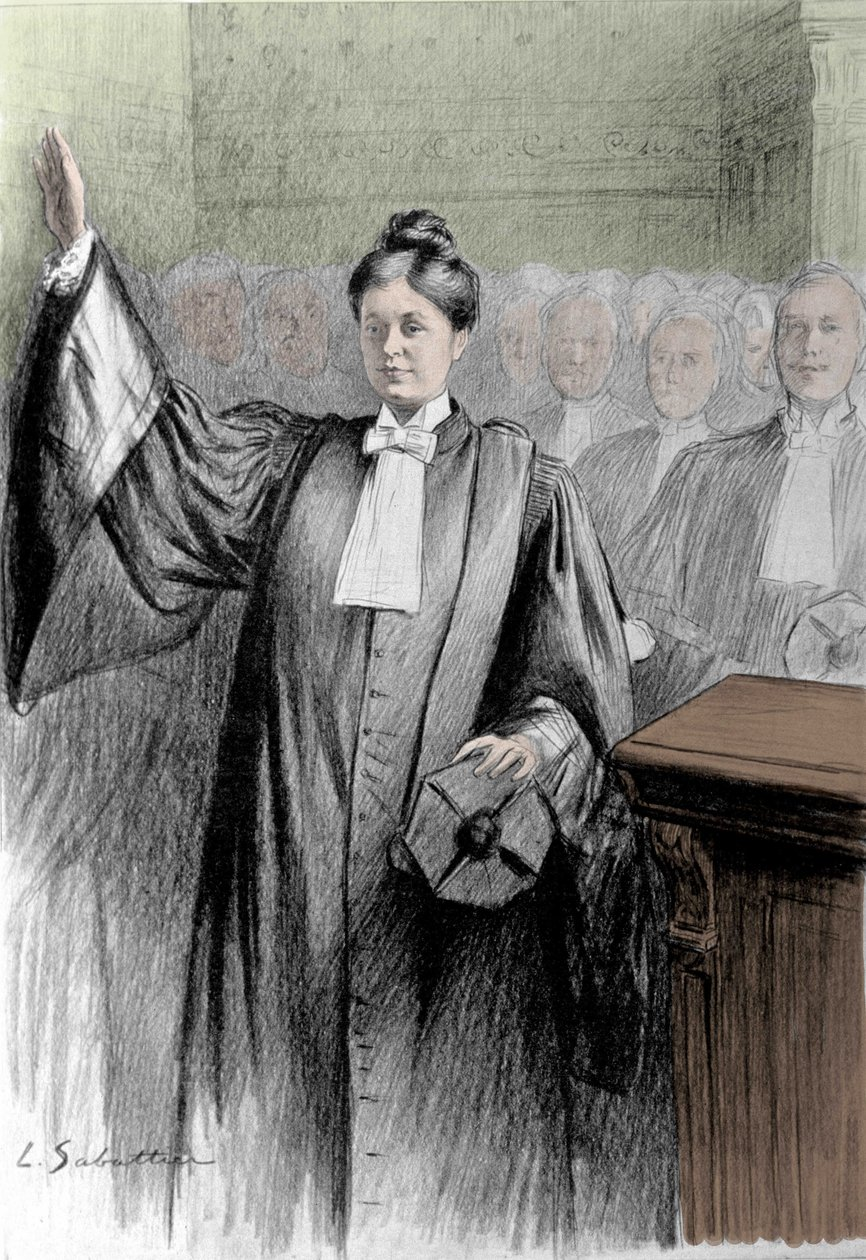
Jeanne Chauvin.

### Devise et héraldique
D'après l’Étude historique sur la ville de Jargeau d'Eugène Boutet de Monvel (1875), Louis XI attribue des armoiries à la ville au XVe siècle à l'occasion de sa visite dans le cadre de la célébration du mariage de sa fille à Jargeau. Les annelets sont le signe des habitants primitifs tandis que les fleurs de lys d'or en chef marque l'appartenance au domaine royal français traduit par un des chanoines du chapitre par le vers « Lilia terna gero, triplex mihi et annulus armis » qui signifie : « je porte trois fleur de lys et trois anneaux dans mes armes ».

### Héraldique
| Blason de Jargeau | Blason  | D'argent à trois annelets de gueules; au chef d'azur chargé de trois fleurs de lis d'or.      |
| Blason de Jargeau | Détails | Le statut officiel du blason reste à déterminer.                                              |
| Blason de Jargeau | Alias   | De gueules à trois annelets d'argent, au chef cousu d'azur chargé de trois fleurs de lys d'or |

#### Ouvrages
- Jacques Delaloy, Au-delà du pont (exode juin 1940. Jargeau), Paris, Éditoo.com, 2002, 215 p. (ISBN 978-2-7477-0027-6 et 2-7477-0027-5)
- Eugène Duchateau, Jargeau et ses environs, Paris, Le Livre d'histoire, coll. « Monographies des villes et villages de France, volume 749 », 1874 (réimpr. 1991), 200 p. (ISBN 2-87760-700-3)
- A. Hannion-Guérin, Notes historiques sur l'hospice de Jargeau, extraites de ses archives, P. Rouilly, 1910, 71 p.
- Henri Herluison, Deux souvenirs commémoratifs à Jargeau (26 juin 1904) : la fête de Jeanne d'Arc et la famille Gangnières, H. Herluison, 1904, 16 p.
- Paul-Auguste Leroy, Jargeau et ses environs au XVIe siècle, Orléans, H. Herluison, 1897, 23 p. (lire en ligne)
- Paul-Auguste Leroy, Le Protestantisme à Jargeau de 1601 à 1685 : d'après des documents tirés des archives départementales et des archives municipales de la ville d'Orléans., Orléans, H. Herluison, 1898, 56 p.
- Paul-Auguste Leroy, Jargeau et ses environs aux XIVe et XVe siècles, Bouillon, 1893, 246 p.
- Eugène Boutet de Monvel, Étude historique sur la ville de Jargeau, Orléans, H. Herluison, coll. « Mémoires de la Société archéologique et historique de l'Orléanais », 1875 (réimpr. 1980), 71 p. (lire en ligne).
- Ramon Poivet et Gaston Pouillot, Jargeau : sur la rivière de Loire, Office du tourisme. Syndicat d'initiative de Jargeau, 1993, 235 p. (ISBN 978-2-9507642-0-1).
- Pascal Vion, Le Camp de Jargeau, juin 1940-décembre 1945. Histoire d'un camp d'internement dans le Loiret, Centre de recherche et de documentation sur les camps d'internement et la déportation juive dans le Loiret., 1993, 133 p. (ISBN 2-9507561-0-7).
- Mary Hyman, Philip Hyman et Loïc Bienassis, Région Centre : produits du terroir et recettes traditionnelles, Paris/Tours/Orléans, Albin Michel, Région Centre, Institut européen d'histoire et des cultures de l'alimentation, coll. « L'inventaire du patrimoine culinaire de la France », mars 2012, 462 p. (ISBN 978-2-226-23086-7)
- Louis Marie Prudhomme, Dictionnaire géographique et méthodique de la République française en 120 départements, volume 1, Paris, Louis Marie Prudhomme, 1798, 673 p. (lire en ligne).
- Camille Bloch, Cahiers de doléances du bailliage d'Orléans pour les États généraux de 1789 - tome 1, Orléans, Ministère de l'Instruction publique, 1906 (lire en ligne)
- Camille Bloch, Cahiers de doléances du bailliage d'Orléans pour les États généraux de 1789 - tome 2, Orléans, Ministère de l'Instruction publique, 1907 (lire en ligne)
- Christian Poitou, Paroisses et communes de France - Loiret, Paris, CNRS, 1982, 533 p. (ISBN 2-222-02930-9).
- Collectif, Loiret : un département à l'élégance naturelle, Paris, Christine Bonneton, 2 septembre 1998, 319 p. (ISBN 978-2-86253-234-9)
- Abbé Patron, Département du Loiret : Dictionnaire des communes, Paris, Comédit, 1991, réédition de 1870, 511 p. (ISBN 978-2-909112-01-5 et 2-909112-01-2)
- Claude Motte, Isabelle Séguy & Christine Théré, avec la collaboration de Dominique Tixier-Basse, Communes d’hier, communes d’aujourd’hui : Les communes de la France métropolitaine, 1801-2001. Dictionnaire d’histoire administrative, Paris, Institut National d’Études Démographiques,, 2003, 408 p. (ISBN 978-2-7332-1028-4, lire en ligne)

#### Rapports
- Plan de prévention des risques d'inondations dans le Val d'Orléans : val amont : Rapport de présentation, 20 janvier 2015 (lire en ligne) - Règlement- Carte du zonage réglementaire de Jargeau